# Історія Сімферополя
Історія Акмєсджита — Сімферополя ведеться з кінця XV століття, місто було центром різних адміністративних одиниць Кримського Ханства, Російської імперії, Кримської Демократичної Республіки, СРСР та України.

## Історичні події та пам'ятники на території міста до його заснування

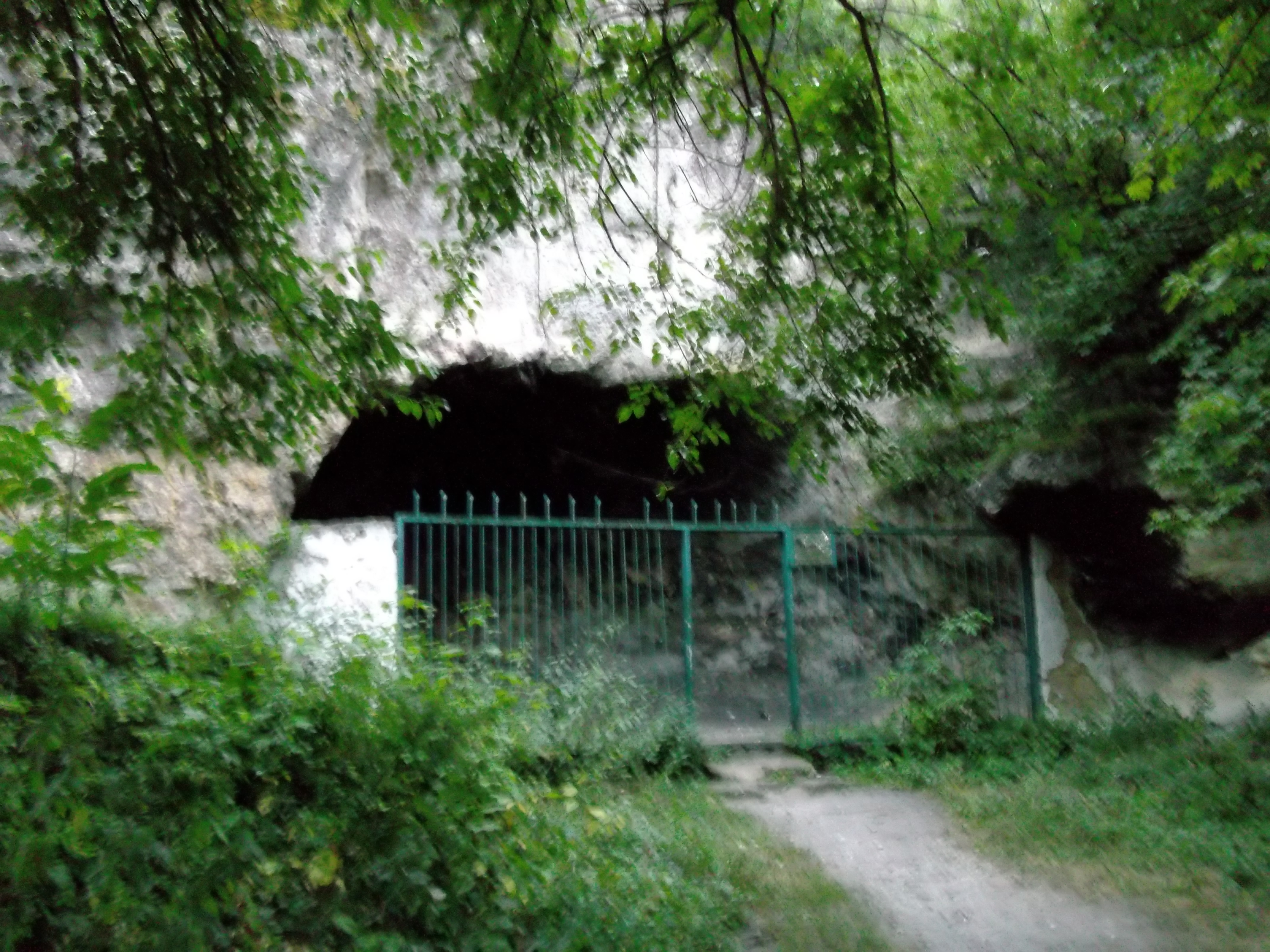
Печера-грот Чокурча.

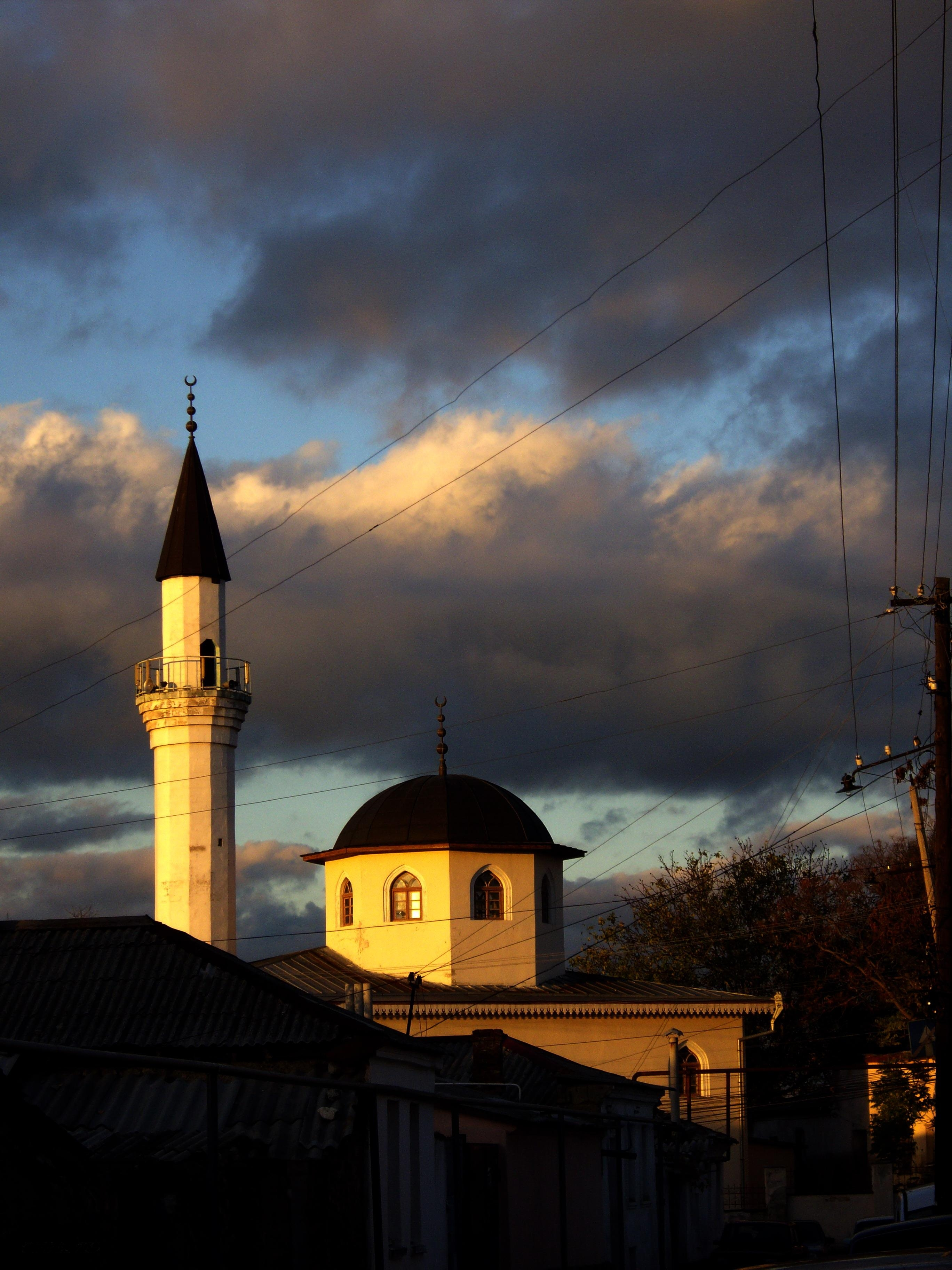
Мечеть Кебір-Джамі 1508 року, на честь якої місто отримало свою першу назву.

Територія, на якій знаходиться сучасний Сімферополь, заселена з давніх-давен.
У місті розташовується печера Чокурча, де знайдено палеолітичну стоянку, де 50—70 тисяч років тому тут жили неандертальці.
В околицях знайдені таврські поселення IX століття до н. е., кургани VI—V століття до н. е., а також сліди поселень бронзової, залізногої доби, ранньосередньовічні поселення в Жигуліном гаю.
У районі скель Дженакай-Кир (Петрівські скелі) на лівому березі річки Салгир знаходиться городище Керменчик, що асоціюють з Неаполем-Скіфським, столицею пізньоскіфської держави, що виникла приблизно в III столітті до н. е.
На межі ІІ—ІІІ століть н. е. Неаполь-Скіфський став занепадати під ударами греків, остаточно місто зникло в результаті навали готів у ІІІ столітті і гунів у IV столітті, а його залишки були випадково виявлено лише у ХІХ столітті.

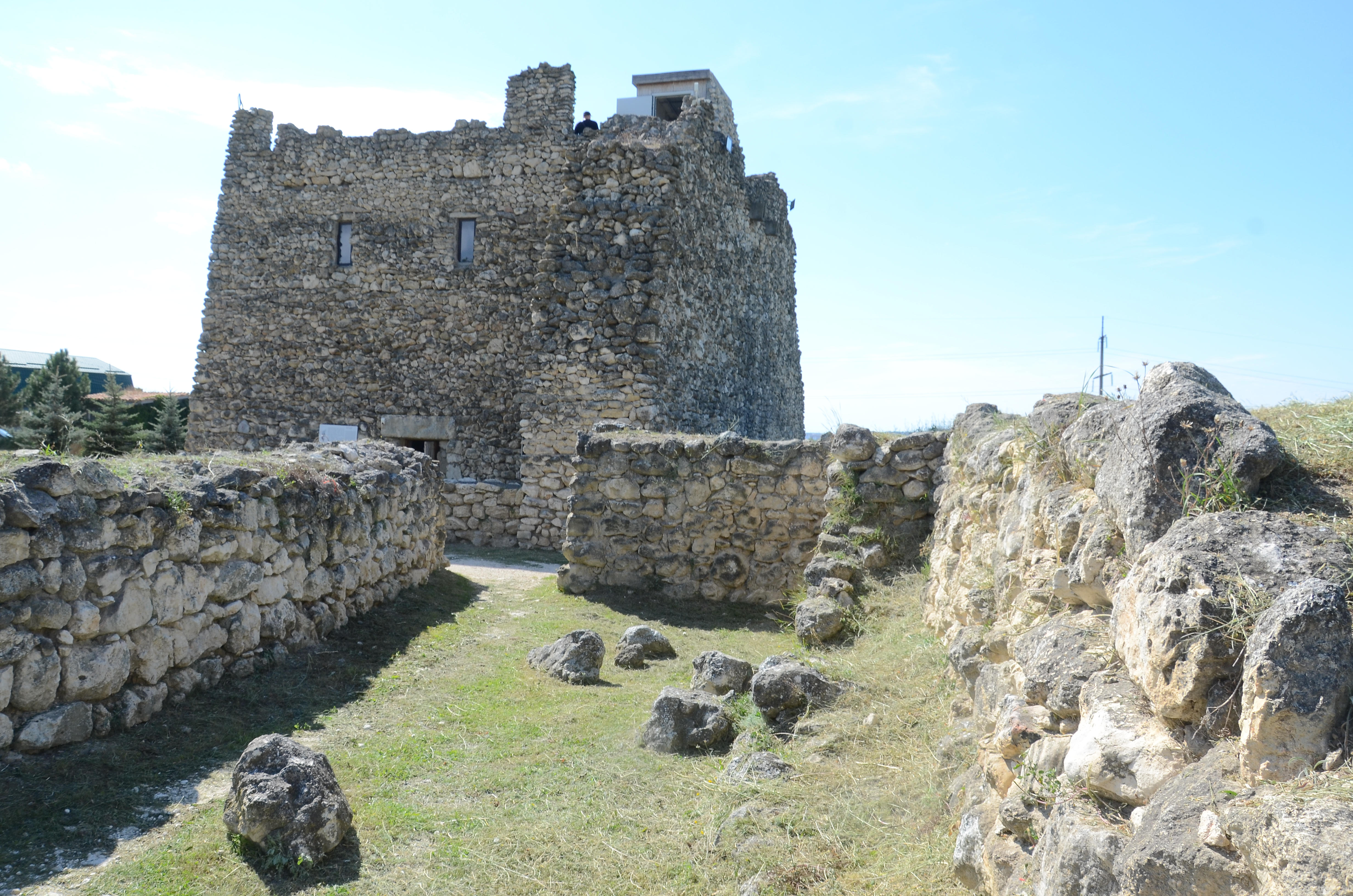
Мавзолей царя Скілура в Неаполі Скіфському
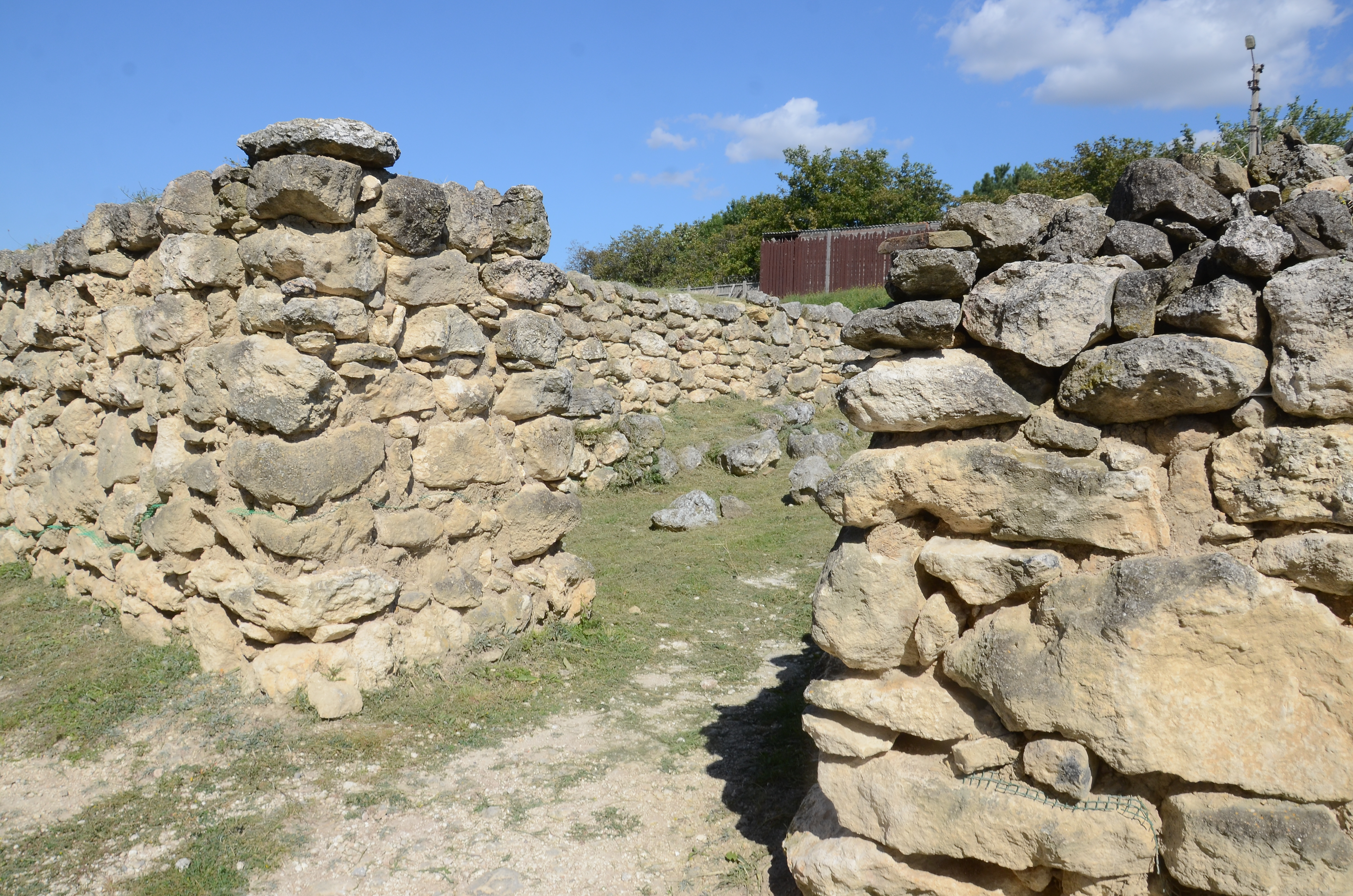
Неаполь Скіфський у 2022 році
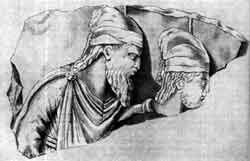
Барельєф «Скілур та Палак», знайдений у Неаполі Скіфському
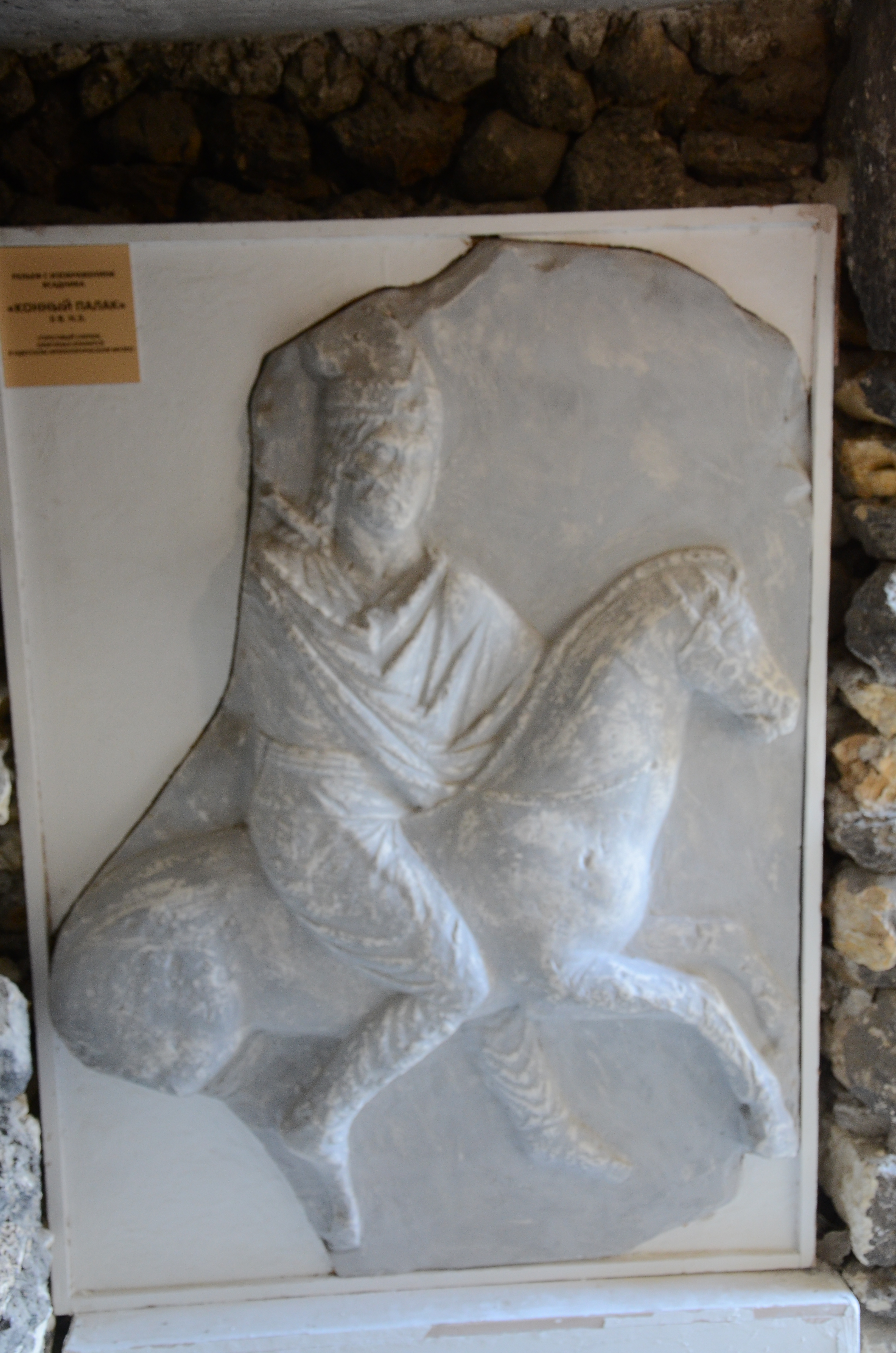
Барельєф «Кінний Палак»
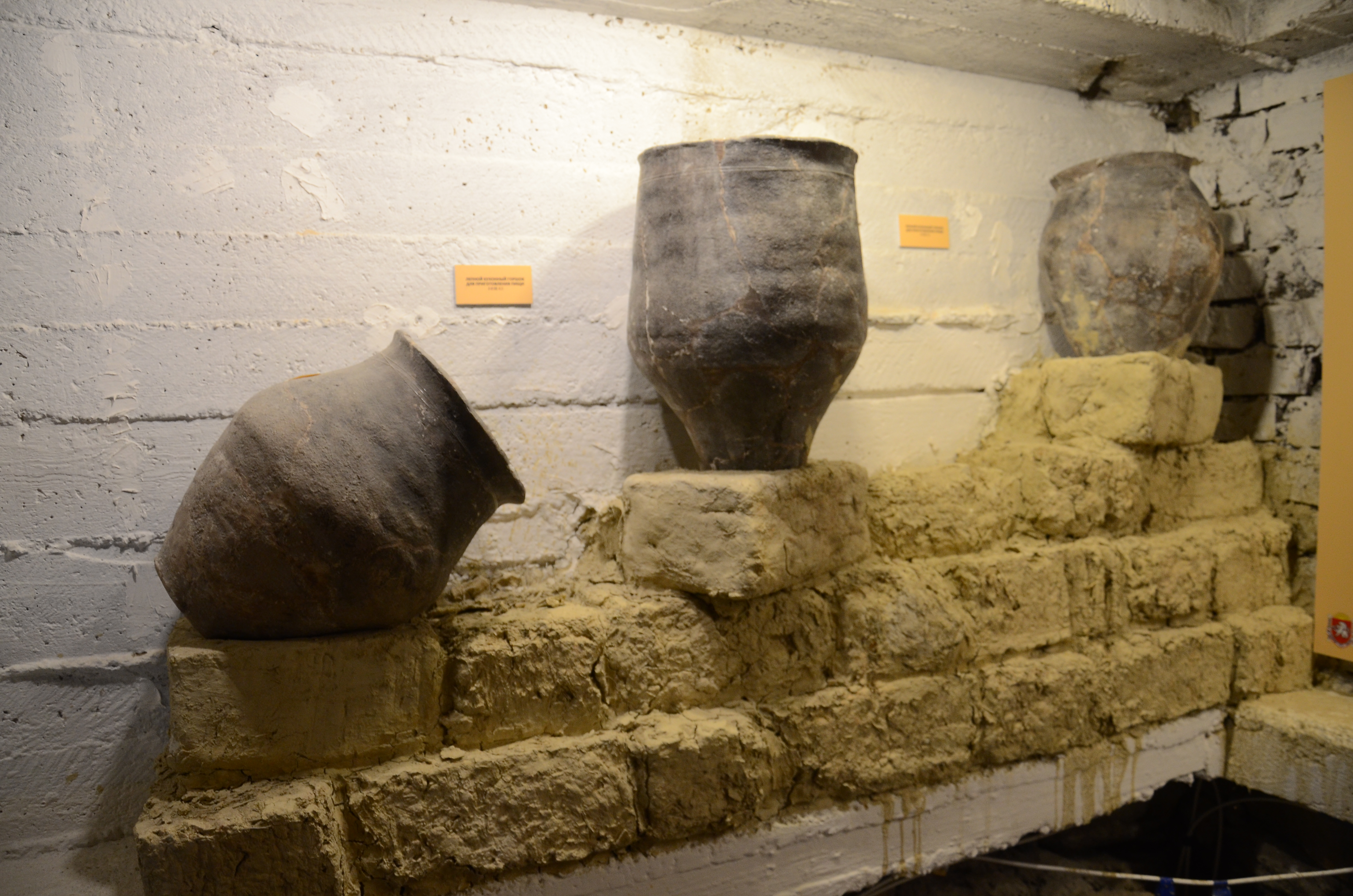
Археологічні знахідки

Починаючі з середньовіччя біля городища знаходилося кримськотатарське та грецьке село Керменчик.
Існує версія, що життя на схилі гори Кая-Баш, де у майбутньому з'явився Акмєсджит, не переривалося 2000 років — тут розташовувалися квартали бідного населення Неаполя Скіфського, що продовжували тут жити після загибелі Неаполіса.

## Заснування міста, періодКримського ханства
У XV столітті на березі Салгиру будується Палацовий комплекс калги-султана (Палац знаходився на сучасній вулиці Воровського, 19—23), другої за значущістю людини у Кримському ханстві, що й став зародком міста.

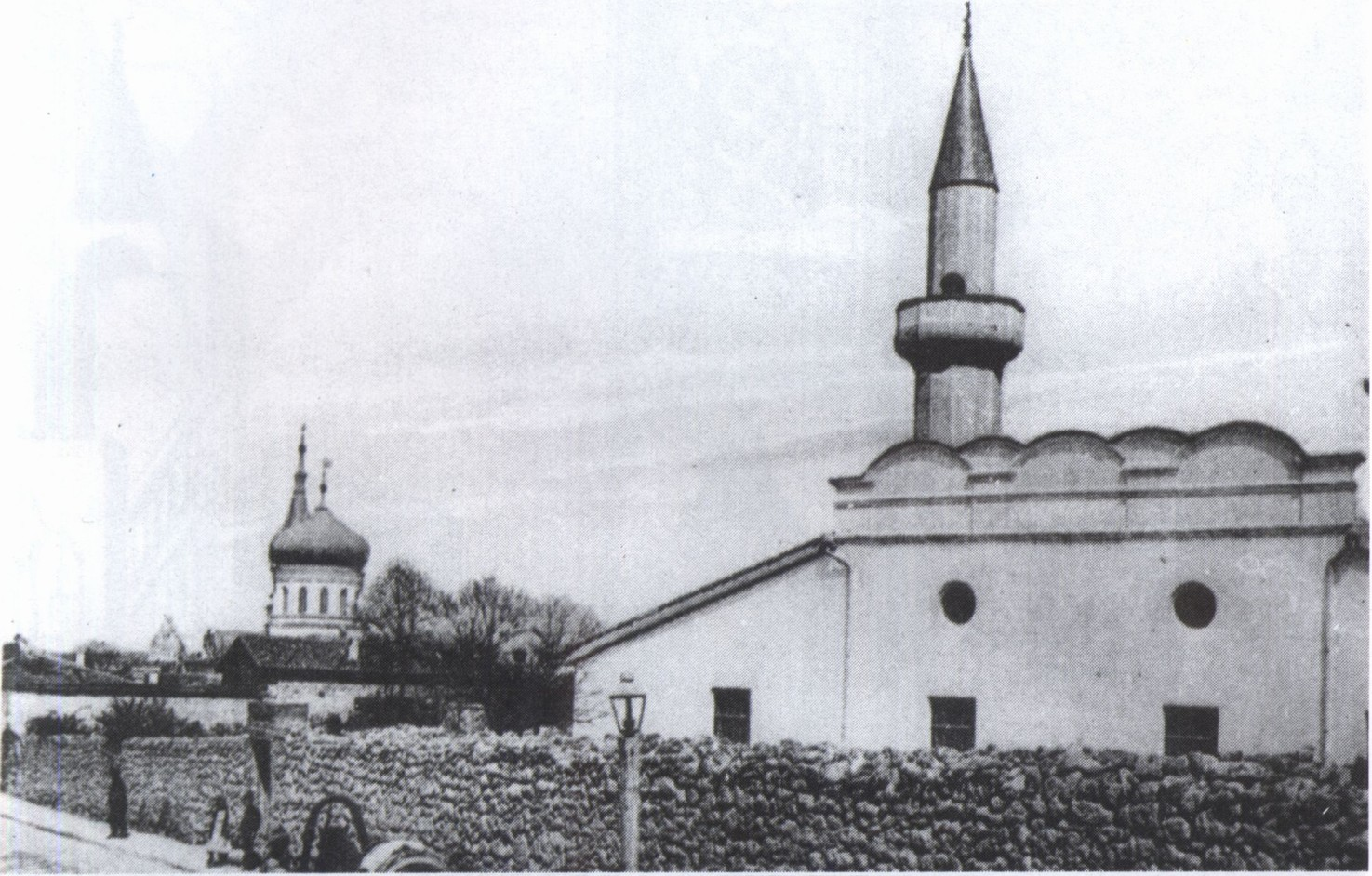
Мечеть Кебір-Джамі (1508) що є найстарішим будинком Сімферополя, 1916 рік.

Перша його назва Акмєсджит (у різних джерелах воно відоме як Акмечет, Ак-Мечеть, Акмечит) перекладається з кримськотатарської як «біла мечеть». Мається на увазі мечеть Кебір-Джамі, найстаріша будівля міста що збереглася (палацовий комплекс калги-султана був повністю зруйнований росіянами у XVIII столітті), 1508 року побудови. У ряді інших документів стверджується, що Кебір-Джамі була побудована у 1496 році.

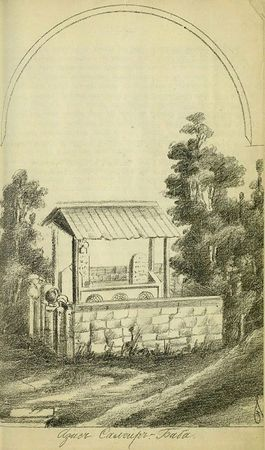
Азиз Салгир-Баба, малюнок Архіпова з книги Лашкова «Третя навчальна екскурсія Сімферопольської чоловічої гімназії», 1890 рік

Місто у той час складалося з двох частин — Султан-Базар (за свідченнями Евлія Челебі налічував 370 будівель) на березі Салгиру, та міські квартали на пагорбі, сучасне Старе місто.
Всього у місті було понад 1800 будівель, 5 мечетей, 2 медресе, 3 заїжджих двора, 200 торговельних яток.
Акмєсджит виник як друге за значенням місто Кримського ханства, але його юрисдикція поширилася дуже далеко — на Карасубазар і далі, він став важливим політичним центром.
Султан-Базар займав територію на лівому березі Салгиру до скель Дженакай-Кир (Петрівські скелі), від сучасного готелю «Москва» на сході до Азизу Салгир-Баба на заході, а район Старого міста приблизно обмежений вулицями Леніна (Губернаторська), Севастопольською, Крилова (Цвинтарна) та Червоноармійською (Армійська) вулицями.
На сході міста існували кримчацькі райони Ахмеч та Каал.
У районі сучасних вулиць Воровського (Воронцовська) і Леніна (Лазарівська), за 1-м пологовим будинком (хірургічна лікарня Каблукова) знаходився цвинтар, у XVIII столітті на ньому з'явився Азиз Салгир-Баба.
На протилежному березі Салгиру знаходилися гаремні сади, приблизно від сучасного Проспекту Кірова на заході до вулиці Київської на сході, їхніми залишками є Дитячій парк та сквер Миру.
Далі, у районі сучасного бульвару Франка, знаходився султанський луг, оточений стайнями. Цю територію звали Султанським лугом ще у середині XX століття, а вулиця Шполянської до 1936 року мала назву Султанська (за іншою версією Султанський луг отримав таку назву через поміщика Миколая Олександровича Султан-Крим-Ґерая, що у 1892 році подарував його місту).
Акмєсджит відрізнявся типовим для східних міст плануванням із вузькими короткими та кривими вулицями. Більшість будинків на той час були одноповерховими й будувалися на глиняному розчині із буту, дах був зроблений з черепиці.
Квартали міста мали викривлену форму і були розділені між собою вузькими вулицями та численними глухими кутами. У двоповерхових будинках перші поверхи відводились під господарські потреби.
Таке розташування вулиць і кварталів мало використовуватися у разі захоплення міста ворогами, де вони були б дезорієнтовані й загубившись у лабіринтах вулиць могли бути знищені.
Питну воду жителі брали із джерел, що знаходилися біля східних схилів Дженакай-Киру (Петрівських скель).
У червні-липні 1736 році, під час російсько-турецької війни 1735—1739 років палац калги-султана та більшість будинків у місті було спалене загоном російської армії під командуванням Л. В. Ізмайлова та М. Бірона.

Збереглися спогади учасника цієї кампанії, офіцера російської армії Крістофа Манштейна. 
«3 липня фельдмаршал відрядив генерал-поручика Ізмайлова та генерал-майора Магнуса Бірона з регулярним військом у 8 т. чоловік, 2 т. козаків і 10 гарматами для атаки міста Акмечеті, або Султан-Сарая, місцеперебування калги-султана та найзнатніших мурз. Вони не знайшли там майже нікого, бо за два дні перед тим жителі втекли. Знайдені запаси звезено до табору, а місто з його будинками, числом до 1800, переважно дерев'яними, віддане полум'ю» (рос.: «3-го июля фельдмаршал отрядил генерал-поручика Измайлова и генерал-майора Магнуса Бирона с регулярным войском в 8 т. человек, 2 т. казаков и 10 орудиями для атаки города Акмечети, или Султан-Сарая, местопребывания калги-султана и знатнейших мурз. Они не нашли там почти никого, потому что за два дня перед тем жители бежали. Найденные припасы свезены в лагерь, а город с его домами, числом до 1800, большею частью деревянными, предан пламени»).
Незабаром місто було відбудовано.

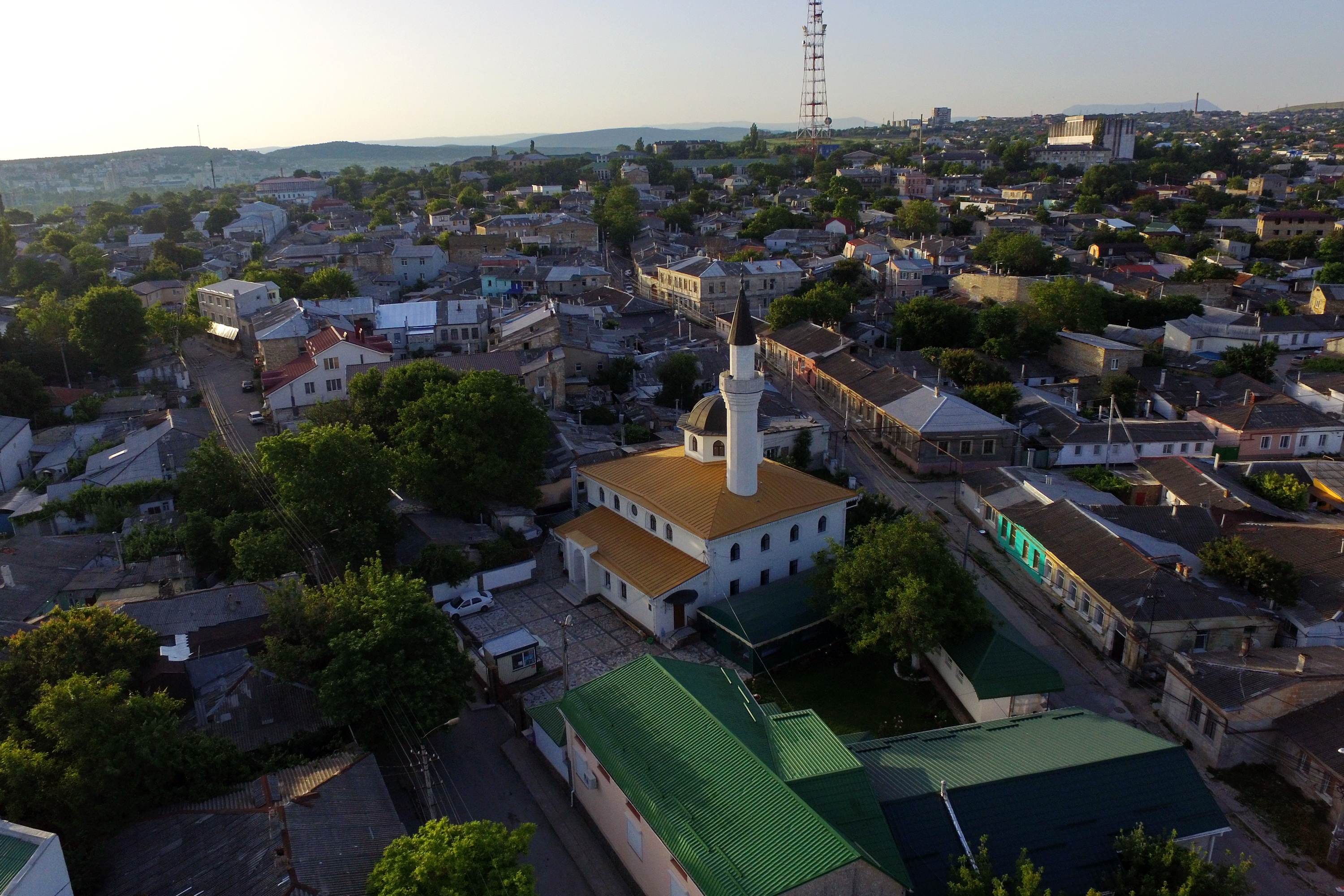
Старе місто, 2016 рік.

Влітку 1771, під час Російсько-турецької війни 1768—1774 років, Акмєсджит був узятий російськими військами під командуванням В. М. Долгорукова, залишений після укладання Кючук-Кайнарджійського миру 1774 року.
При останньому кримському хані Шагін Ґераї поблизу Акмєсджита була ставка О. В. Суворова в побудованому за його наказом у 1777 році Олександрівському редуті (нині на цьому місці розташований готель «Україна»).
З 1777 по 1783 рік міст було центром Ак-Мечетського каймаканства Кримського ханства.
Християнське населення Акмесджита та Керменчика було депортовано російськими військами у 1778 році в Приазов'я.

## Акмєсджит — Сімферополь у період з російської анексії Криму 1783 року до 1917 року

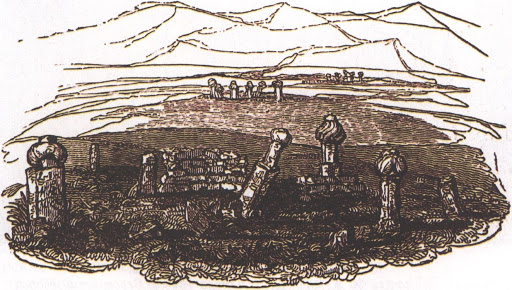
Кримськотатарський (в оригіналі — «турецький») цвинтар у Сімферополі. Гравюра Дж. Кларка із малюнка У. Ньюнема. 1830 рік. З книги «Кримські подорожі: Джеймс Вебстер та його вояж Кримом 1827 р.». Сімферополь, 2016.

Після окупації Криму Російською імперією у 1783 році передмістя Султан-Базар було знову знищено. У палаці було розміщено гарнізон російських солдатів, внаслідок чого приміщення прийшли в повну непридатність, а деякі взагалі були зруйновані. До кінця XVIII століття від палацу не залишилося навіть сліду.
За Камеральним Описом Криму 1784 року в місті було 7 мечетей, медресе та 3 мектеби.
У 1784 році російською владою було ухвалено рішення перенести центр утвореної на більшій частині земель ханства Таврійської області з Карасубазара до Акмєсджита. У протоколі засідання Таврійського обласного правління від 23 травня 1784 року зазначається, що «з Акмечета буде губернське місто Сімферополь».
У 1784 році під керівництвом князя Григорія Потьомкіна-Таврійського на території, що знаходиться на північний захід від мечеті Кебір-Джамі (на лівому березі Салгіра, там де раніше стояли польові табори російських полководців В. М. Долгорукова та О. В. Суворова) почалося будівництво адміністративних і житлових будівель та православного храму. Нині це частина міста, обмежена з трьох сторін вулицями Олександра Невського (тоді Олександро-Невська), Павленко (Інженерна), Маяковського (Зовнішня) та вулицями Караїмська, Кавказька та Пролетарська з четвертою, що стали кордоном між кварталами ханського часу та спорудами катерининської епохи.

Місто, що охоплювало як новозбудовані квартали, так і територію Старого міста, перейменували на Сімферополь, у перекладі з дав.-гр. ἡ Συμφερούπολις /ге̅ сӱмферу́поліс/ «Місто (до) загального блага». Ця назва була впроваджена російською імператрицею Катериною II в рамках її «Грецького проєкту» на честь її девізу.
Мій девіз — бджоли, що літають від рослини до рослини, збирають свій перший мед, і носять його у вулик, що є корисним (рос.: Мой девиз — летающие от растения к растению пчелы, собирающие свой первый мед, и носящие его в улей, что является полезным.)
Звідси ж на пізнішому гербі міста з'явилася бджола.
Спочатку місто хотіли перейменувати на Левкополь, бо назву Сімферополь хотіли віддати Ескі-Кириму, що теж роззглядалося як центр губернії.
Відтоді Сімферополь беззмінно є адміністративним центром Криму.
У 1788 році з'являється Перший міський цвинтар, перший цвинтар російського періоду міста.
Імператор Павєл I, що зійшов на російський престол у 1796 році, повернув місту зросійщену версію назви Ак-Мечеть, проте вже на початку правління Алєксандра I в 1801 році в офіційне вживання знову було введено назву Сімферополь.
8 жовтня 1802 року місто стало адміністративним центром Таврійської губернії й надалі перетворилося на торговельний центр місцевого значення. Тоді ж починається будівництво Комплексу земської лікарні, так виникає район Клінічного містечка.
У 1809 році почалося будівництво нового храму в Олександрівському редуті, але у 1812 році почалася французько-російська війна, і будівництво храму тимчасово припинилося. Навесні 1813 містом пронісся сильний буревій, вітер зірвав покрівлю собору, розвіяв пісок, решту заготовленого будматеріалу попросту розтягли. Недобудований храм почав поступово руйнуватися.
Новий храм заклали 12 березня 1823 року, урочисте освячення Олександро-Невського собору в ім'я благовірного князя Олександра Невського відбулось 3 червня 1829 року. Розпис купола всередині собору й оформлення іконостасу виконав житель Чернігівської губернії Калістрат Карягін.
У 1820 року з'являється Міський сад.

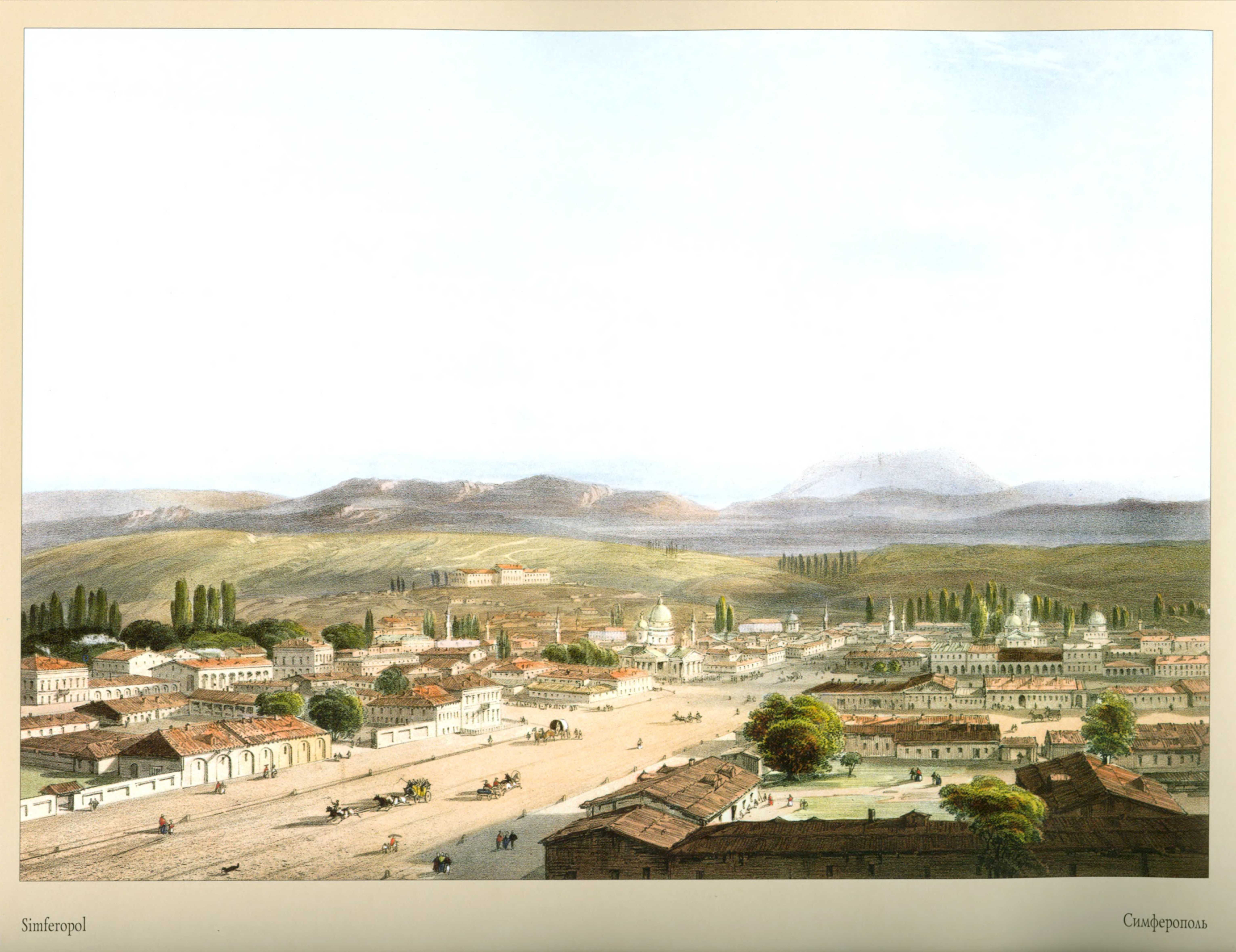
Сімферополь. Карло Боссолі. З альбому «Пейзажі та пам'ятки Криму», Лист 34 (1856).

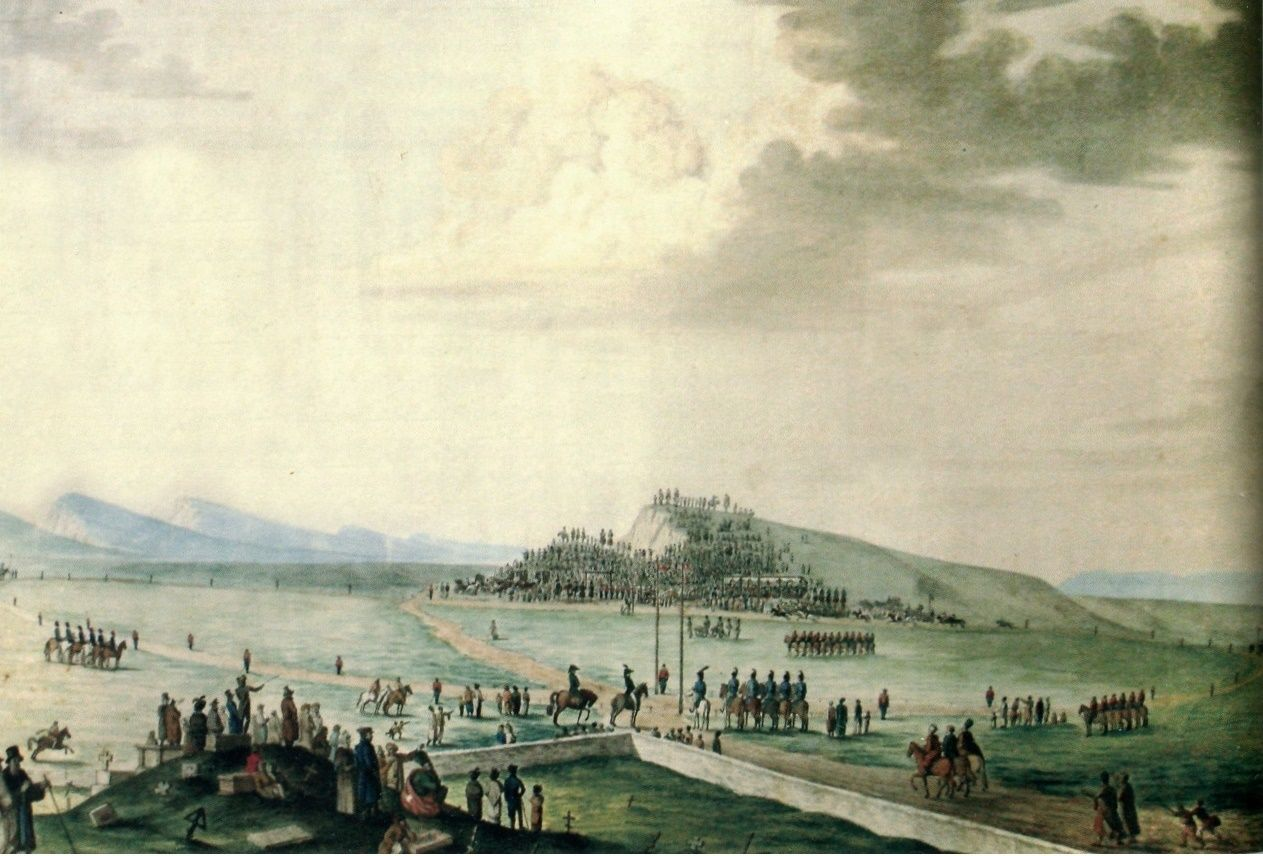
Фрідріх Йоганн Ґросс. Скачки у Сімферополі. Акварель. 1830-ті. З альбому «Колекція живописних видів Криму», Одеса, 1846 рік.

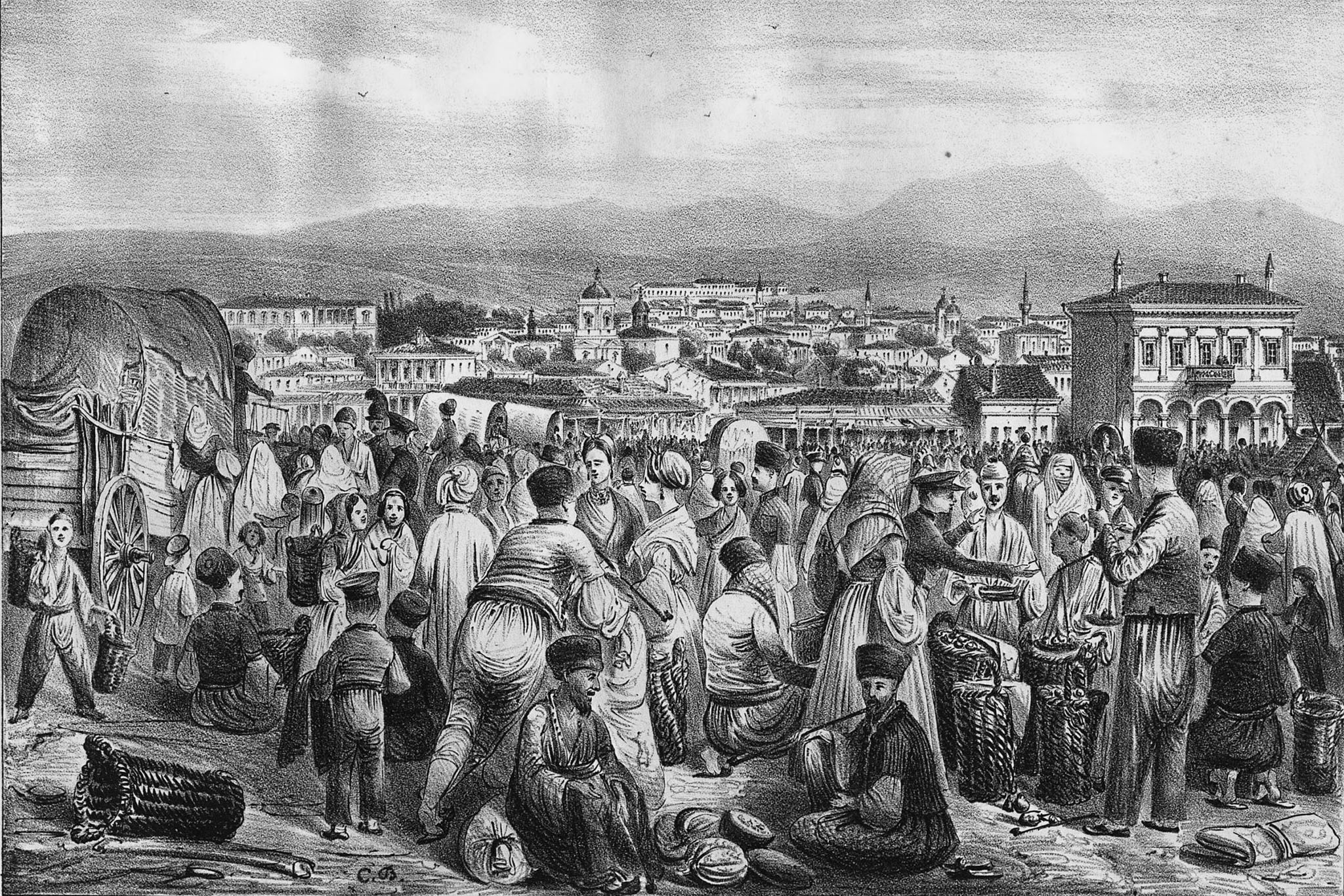
Сімферополь. Карло Боссолі. З альбому «24 види Криму, знятих з натури та літографованих» (1842.)

У 1824—1826 роках із Сімферополя через Ангарський перевал в Алушту прокладено одну з перших у Російській імперії шосейних доріг.

На той час «європейська» частина міста була невеликою, і обмежувалася вулицями Пушкіна, Горького, Толстова та Салгиром, тобто буквально кількома кварталами. Основною частиною Сімферополя залишалося Старе місто, а зосередженням ділового життя був базар на місті сучасної площі Леніна. П. П. Вігель у 1826 році писав:
«Переїхавши в брід через Салгир, я побачив себе на нескінченному, здавалося, полі, серед якого добудовувалася досить гарної архітектури соборна церква, з обох боків же в досить далекій відстані одна від одної були дві невеликі двоповерхові кам'яні будівлі — присутні місця та странноприймальний будинок Таранова-Білозерова. Все поле було розбите на правильні прямокутники — заплановані вулиці, розташування яких можна легко було вгадати по одиноких будинках, що подекуди виднілися. Ось весь справжній Сімферополь чи краще сказати тогочасний. Ці розсіяні на нескінченному просторі досить гарні житлові будинки, оточені здебільшого садами, мимоволі вразили мене. Мені здавалося, що все це ще не місто, і справжнє місто має бути десь попереду. Далі за межами поля дійсно знаходилося ще місто, але воно видалося мені також дивним і надзвичайним. Здалеку, з боку поля, воно було навіть гарне. По пологому схилу гори рядами підіймалися вгору яскраві на сонці черепичні дахи, з гущавини яких подекуди йшли в небесну синь колони мінаретів».
Перший генплан міста з'явився лише у 1930-х роках, за ним головною площею мала стати Соборна площа, перед катедральним Олександро-Невським собором. Однак, цей генплан так й не був втілений у реальність, на місті площі з'явився Соборний сквер, а головною площею міста на багато років залишилася Петропавлівська площа в Старому місті.
У 1842 році з розробок І. Ф. Колодіна царем Ніколаєм I було затверджено генеральний план Сімферополя, який суворо виконувався аж до кінця XIX століття. Проєкт було розроблено губернськими архітекторами і затверджено Таврійським губернатором М. М. Муромцевим. План передбачав місто у квадраті, обмеженому річкою Салгир та нинішніми вулицями Козлова—Маяковського—Павленка. З південно-східного боку його кордонами були Петрівська балка та мусульманський цвинтар. Найбільш забудованою частиною було Старе місто: від Петрівської балки до нинішнього проспекту Кірова, від вул. Крилова до вул. Леніна. На нинішній вулиці Студентській виділяється велика площа із квадратом казарм, збудованих наприкінці XVIII століття. На місці будівлі за № 15 по нинішній вул. Леніна чітко видно губернаторський будинок із чотирма флігелями. Неподалік нього — Петропавлівський собор.
У центрі міста знаходилася велика клиноподібна пустка, утворена нинішніми вулицями Севастопольської, Самокиша та проспектом Кірова. Біля гострого кута цього пустиря (на місці універмагу «Центральний») — низка готелів та інших будівель. Нове місто забудоване порівняно слабо. Виділяється Соборна площа з Олександро-Невським собором (теперішній сквер Перемоги). Поруч було розпочато будівництво кам'яного гостинного двору, так і не закінчене. На вулиці Пушкіна видно перші її будівлі, що дійшли до нас, а також невеликі будинки на перехресті з нинішньою вулицею Горького, будинок Раєвських на Сінній площі та ще кілька невеликих споруд. План цінний також і тим, що на ньому позначені межі «порожніх місць» — райони майбутніх новобудов.

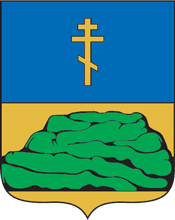
Герб Сімферополя, 1844—1920 років

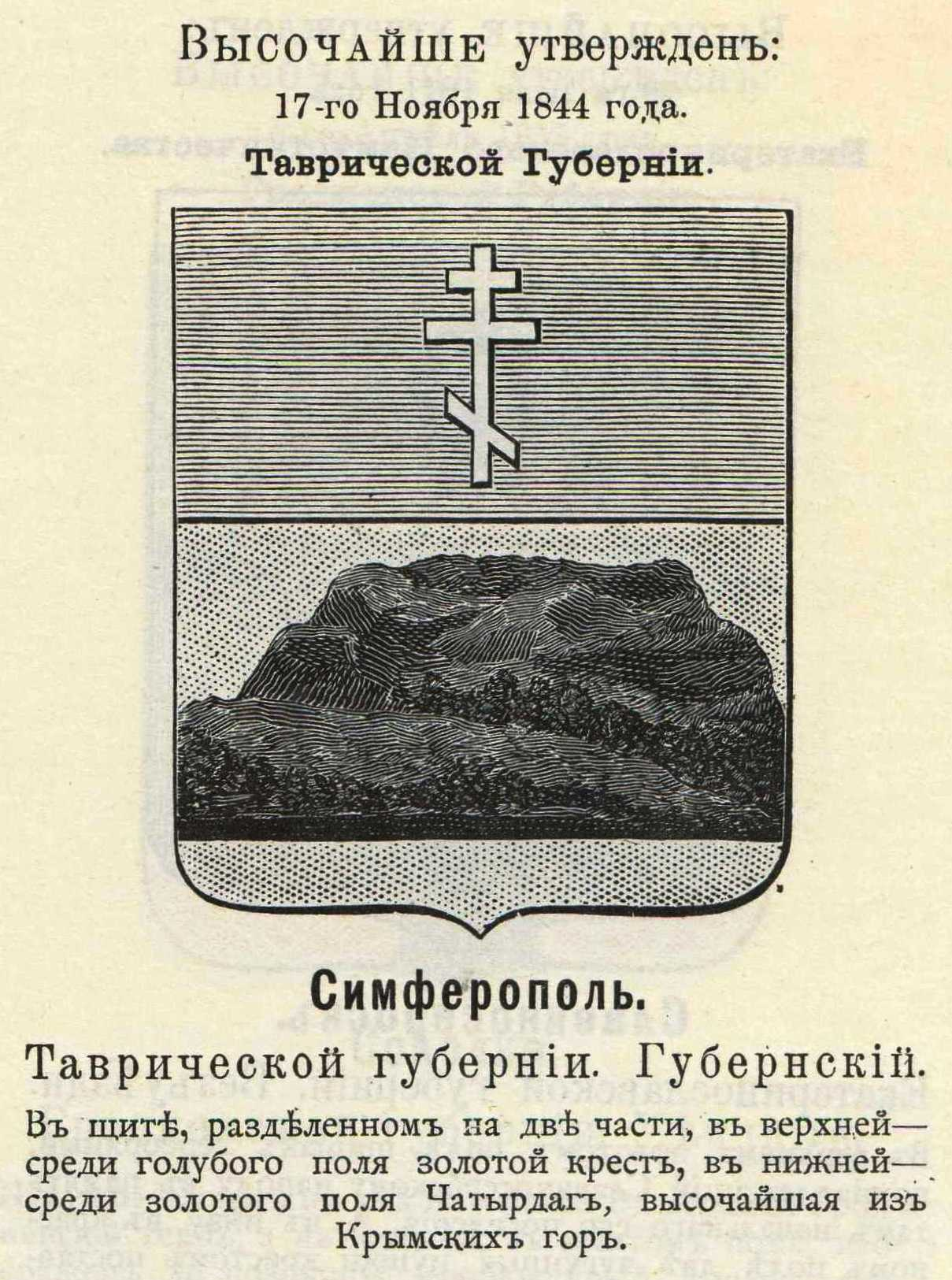
Герб губернського міста Сімферополь Таврійської губернії з офіційним описом у Гербовнику Вінклера.

17 лютого 1844 року затверджений перший герб міста: у горішній частині перетятого щита в лазуровому полі золотий хрест; у долішній — у золотому полі зелений Чатир-Даг, найвища з Кримських гір.
У 1852 році з'являється Перший цивільний цвинтар.
Під час Кримської війни 1853—1856 через місто пройшла лінія електричного телеграфу Миколаїв — Севастополь (1855), у місті було обладнано госпіталі, де перебувало до 18 тисяч поранених та хворих на кінець 1855 року.
Тоді ж забудовується Верхня солдатська слобідка та з'являється Меморіальний військовий цвинтар 1853 року.
1859 року місто стало центром самостійної Таврійської єпархії.
У 1871 році Сінна площа перетворюється на Семінарський сквер.

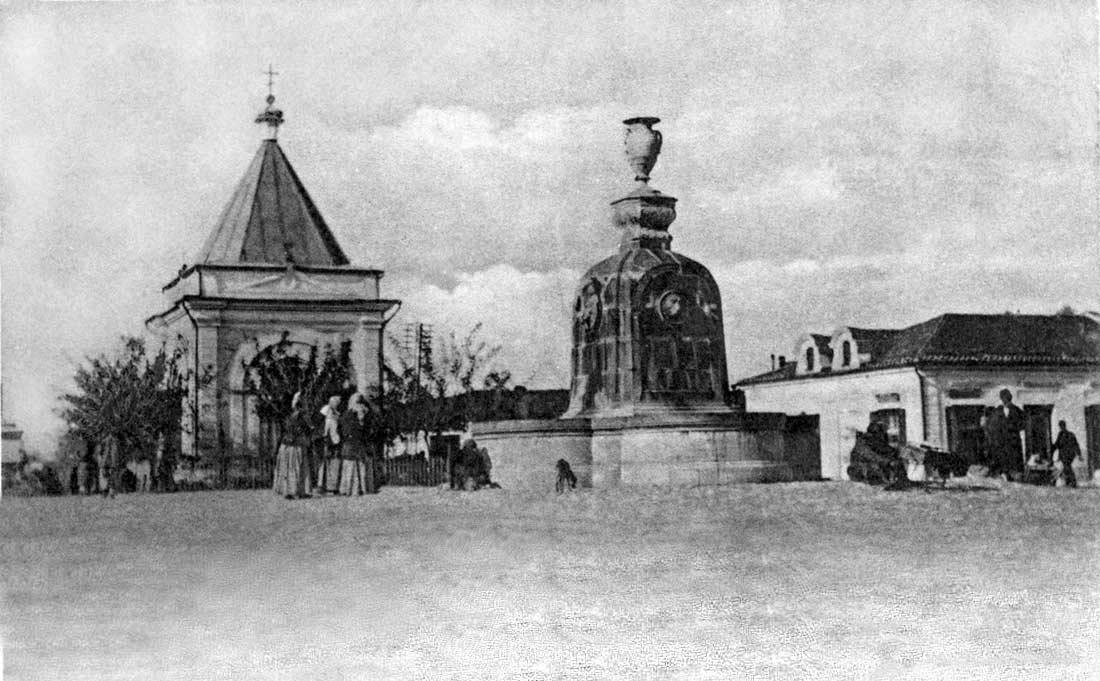
Фонтан на Базарній площі (зараз площа Леніна) у Сімферополі, 1890 рік, архітектор Гоняєв К. І.

У 1874 р. було відкрито залізничне сполучення на Лозово-Севастопольській залізниці, що прискорило розвиток міста у західному напрямку. Поблизу вокзалу було збудовано кінну станцію для перевезення пасажирів на Південний берег. Велика ділянка землі відійшла під жіноче єпархіальне училище (зараз це один із корпусів медуніверситету).
Історик Василь Ільницький, що відвідав місто у 1880-х роках, писав:
Сімферополь, нині головне місто Криму, налічує 17 000 осіб. Воно є немовби подвійним містом — російським і татарським. Нове місто (російська частина) має гарні будинки, великі казарми, приємні церкви, широкі вулиці; старе місто (татарське) має вузькі, криві й брудні вулиці та маленькі будиночки. На одній вулиці мешкають виключно самі лише євреї. У тамтешніх купецьких крамницях можна бачити добрі пояси черкеського штибу, які робляться у Євпаторії, а також інші делікатні жіночі прикраси зі срібла, добрі сідлярські роботи, шкіряні капці та інші вироби привертають очі перехожих до себе. Товари з верблюжої вовни — хустки, шалі, плащі — надають великого розвитку цій галузі промислу.

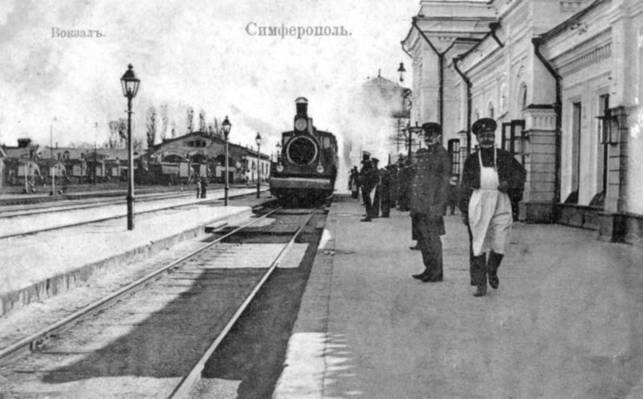
Стара будівля Сімферопольського вокзалу.

Починає забудовуватись Салгирна слобідка, спочатку в обхід закону, потім і за законом тут з'являються дачі та маєтки, що спеціалізуються на вирощуванні овочів та фруктів. Особливо швидко цей район став розвиватися після того, як у 1897 р. цар затвердив проєкт включення його до межі міста.
За переписом 1897 року чисельність населення міста становила понад 48,8 тис. осіб, на початку XX століття тут діяли консервний завод, дві кондитерські фабрики, чотири парові млини та 14 інших дрібних фабрично-заводських підприємств напівкустарного типу.
Аж до 1897 року межі міста не переглядалися. Пізніше почанають забудовуватися території за Салгиром — Нове місто та Султанський луг, з'являється назва Стевенівські пагорби.
У результаті першої Загальноросійської революції восени 1905 року у Сімферополі пройшли великі демонстрації.
У 1910 року у місті було відкрито відділення Російського музичного товариства.

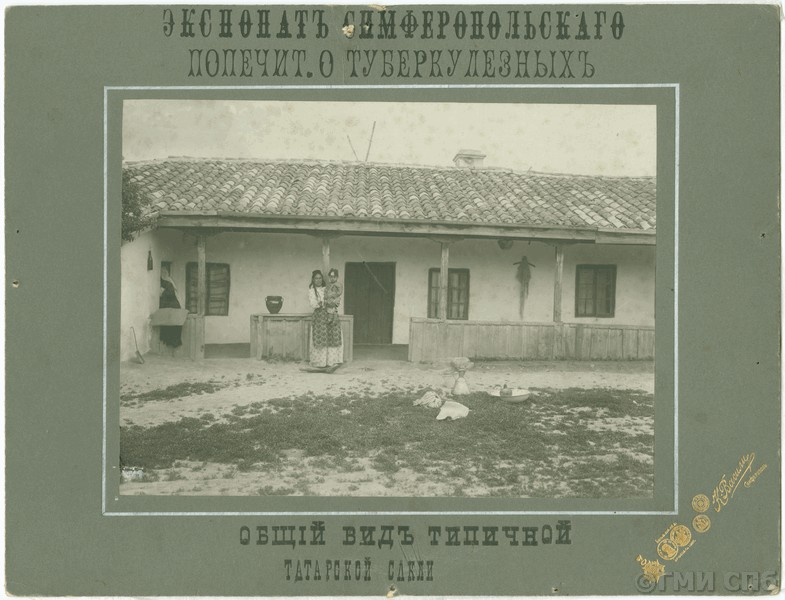
Сімферополь. Загальний вигляд типового кримськотатарського будинку, 1910 рік

У 1911 році міська дума уклала договір із бельгійським інженером Е. Л. Бернар-Борманом. У 1911—1913 роках було збудовано електростанції та будівлі трамвайного депо, закінчено прокладання шляхів та встановлення опор. На початку 1914 року з Бельгії надійшов рухомий склад. 31 липня 1914 року пройшов урочистий запуск трамвайного руху у Сімферополі.
Першою трамвайною лінією була «Вокзальна», яка проходила від вокзалу вулицями Вокзальна, Катерининська, Пушкінська, Дворянська, Фонтанна площа, вулиці Севастопольська, Кантарна, Нижньогоспитальна.

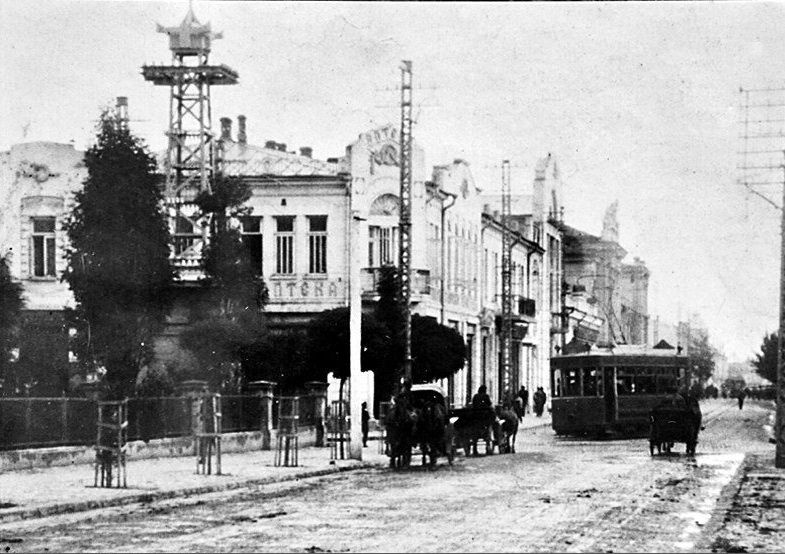
Ріг Пушкінської та Гоголівської вулиць, підстанція Сімферопольського трамвая, 1916 рік.

Друга лінія — «Севастопольсько-Феодосійська» була відкрита в жовтні 1914 року, і прямувала від глухого кута на вул. Ново-Садовий, по вулиці Севастопольській, повз Базар, по вулиці Салгирна (Проспект Кірова) до Феодосійського мосту. Після закінчення будівництва нового мосту через Салгир трамвайну лінію було продовжено до будинку Христофорова — 15 серпня 1915 року. Третя лінія «Бетлінгівська» була відкрита 29 серпня 1914 року. Маршрут прямував вулицями Підгірною, Шкільною, Лазаревською, провулок Фабра, вулицями Пушкінської, Гоголівської, Марківської, Бетлінгівської до Шестериківської слобідки.
Станом на 1 січня 1911 року в Сімферополі проживало 66452 особи (37491 чоловік і 28961 жінка), з них 22616 міщан та 20346 селян. Дворян же, спадкових і особистих, налічувалося 3772. Багато міщан (в стан міщан входили ремісники, майстрові, дрібні торговці, службовці) будували свої будиночки на околицях міста у слобідках. Так виникли Казанська, Шестериківська, Залізнична, Солдатська, пізніше Циганська, Жандармська слобідки.
У 1916 році, після вступу Румунії до Першої світової війни, Одеса стала прифронтовим містом, військові виробництва було вирішено перенести в глиб країни. Почалося створення авіаційного заводу Анатра у Сімферополі.
Ще в 1914 році А. А. Анатра купив у Сімферополі порожні землі на захід і північний захід від ставка на річці Слов'янка для будівництва авіаційного заводу (район біля території заводу досі називається Анатра, а сусідня вулиця — Авіаційна). До вересня будівництво заводу завершилося.
На заводі в Сімферополі випускали літаки Ньюпор-17 під двигун Рон. У 1916 році філія випустила 5 машин, у 1917 році — 45. 30 січня 1917 року підписано контракт на випуск 100 таких літаків. 23 вересня прийнято перші 50 із них, але без льотних випробувань через відсутність моторів Рон, решту 50 — 5 лютого 1918 року. Станом на серпень 1917 року в Сімферополі працювало 370 осіб.
На кінець 1917 — початок 1918 року на Сімферопольському заводі працювало 735 робітників, з них 150 були переведені з петроградських підприємств.
27 грудня 1917 (9 січня 1918) року на засіданні Ради народних комісарів під головуванням Й. В. Сталіна було прийнято декрет про конфіскацію аеропланного заводу «Анатра» в Сімферополі. 1922 року завод був закритий.

## Сімферополь у періодПерших визвольних змагань,Кримська Демократична Республіка, 1917—1921 роки

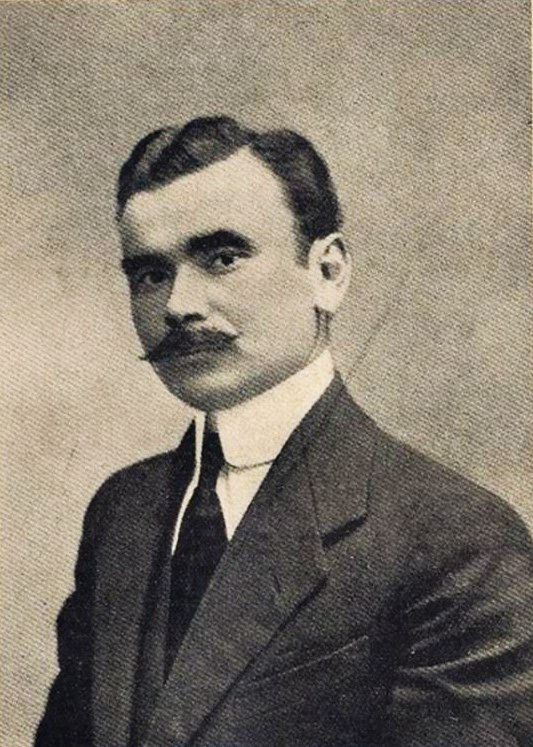
Номан Челебіджіхан

Одразу після скинення царату кримськотатарська молода генерація, значна частина якої тим чи іншим чином пройшла школу Першої світової війни, спробувала приєднатися до руху рад — найпопулярніших тоді на місцях самочинних органів революційного самоврядування. У квітні в Сімферополі був скликаний З'їзд мусульман Криму, який обрав Мусульманський виконавчий комітет. Його очолив щойно призначений цим же з'їздом на посаду муфтія 32-річний богослов, юрист і публіцист Номан Челебіджіхан.
У сферу впливу Мусвиконкому впродовж кількох місяців переходять всі кримськотатарські справи — політична діяльність, культура, релігійні справи, економіка, податки. Виконком мав у всіх повітових містах підпорядковані собі місцеві мусульманські комітети, а в селах — уповноважених і сільські комітети. Фактично впродовж кількох місяців була вибудована вертикаль влади.

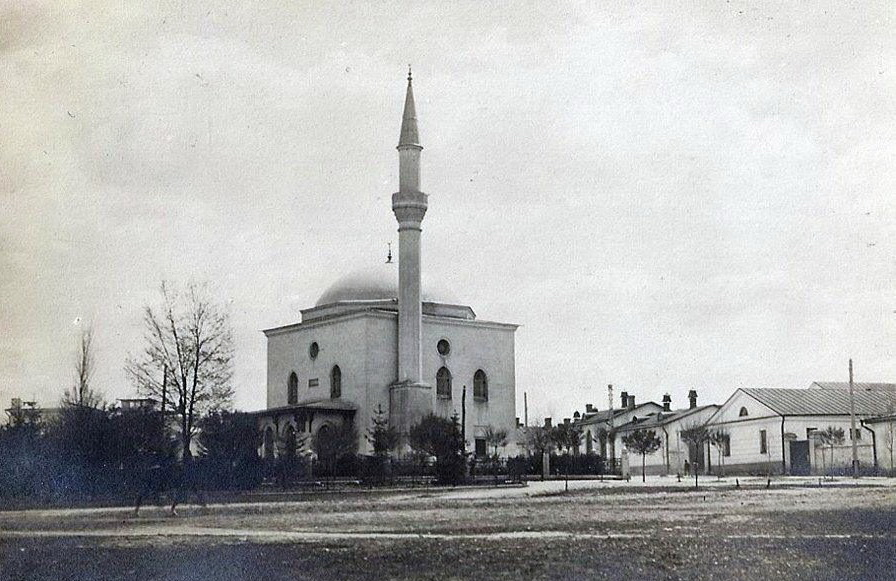
Мечеть Валіде-Шериф Драгунського кінного полку, 1912 рік, Сімферополь.

У результаті контактів влітку-восени 1917 року з організаційним центром кримськотатарського руху Українська Центральна Рада визнала основним суб‘єктом самовизначення в Криму саме кримськотатарський народ.
17 травня в Сімферополі відбулося зібрання біля 200 делегатів, що ухвалили утворити Сімферопольську Українську Громаду, обрало раду громади на чолі з професором Клименком та створили комітет Українського Військового Клубу імені гетьмана Петра Дорошенка, який розпочав роботу з формування українського полку.
24 травня 1917 року в місті відбувся бульше ніж 15 тисячний мітинг з українськими прапорами, символікою та піснями. Цей день слід вважати початком заснування української військової формації в Криму — Першого Сімферопольського Полку імені гетьмана Петра Дорошенка, що одразу увійшов у дружні відносини з сімферопольським мусульманським солдатським комітетом.

Прапор Кримської Демократичної республіки 1917 року

Мусульманський виконком організував проведення виборів. На Курултай були обрані 76 делегатів, і 13 грудня він проголосив Кримську Демократичну Республіку. Спираючись на попередні домовленості і федералістську концепцію державного будівництва, УЦР у грудні 1917 р. визнає Кримську Демократичну Республіку, яка залишилась лише на сторінках Основного закону кримських татар.

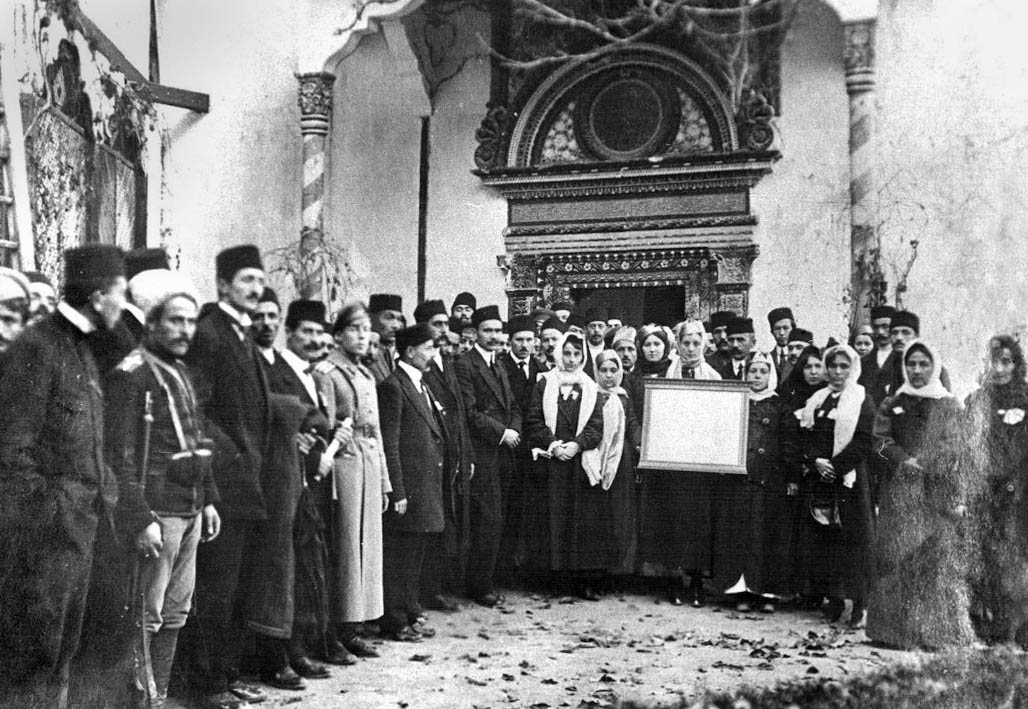
Учасники Першого Курултаю.

Серед кримських татар найбільш популярною була ідея рівноправ'я всіх народів Криму у формуванні влади. Курултай не заперечував проти верховенства влади Ради народних представників, що сформувалася в Сімферополі 20 листопада 1917 року на противагу більшовикам (багато членів Курултаю входили в РНП). Майбутнє Криму за задумами повинно було визначиться на Установчих зборах.

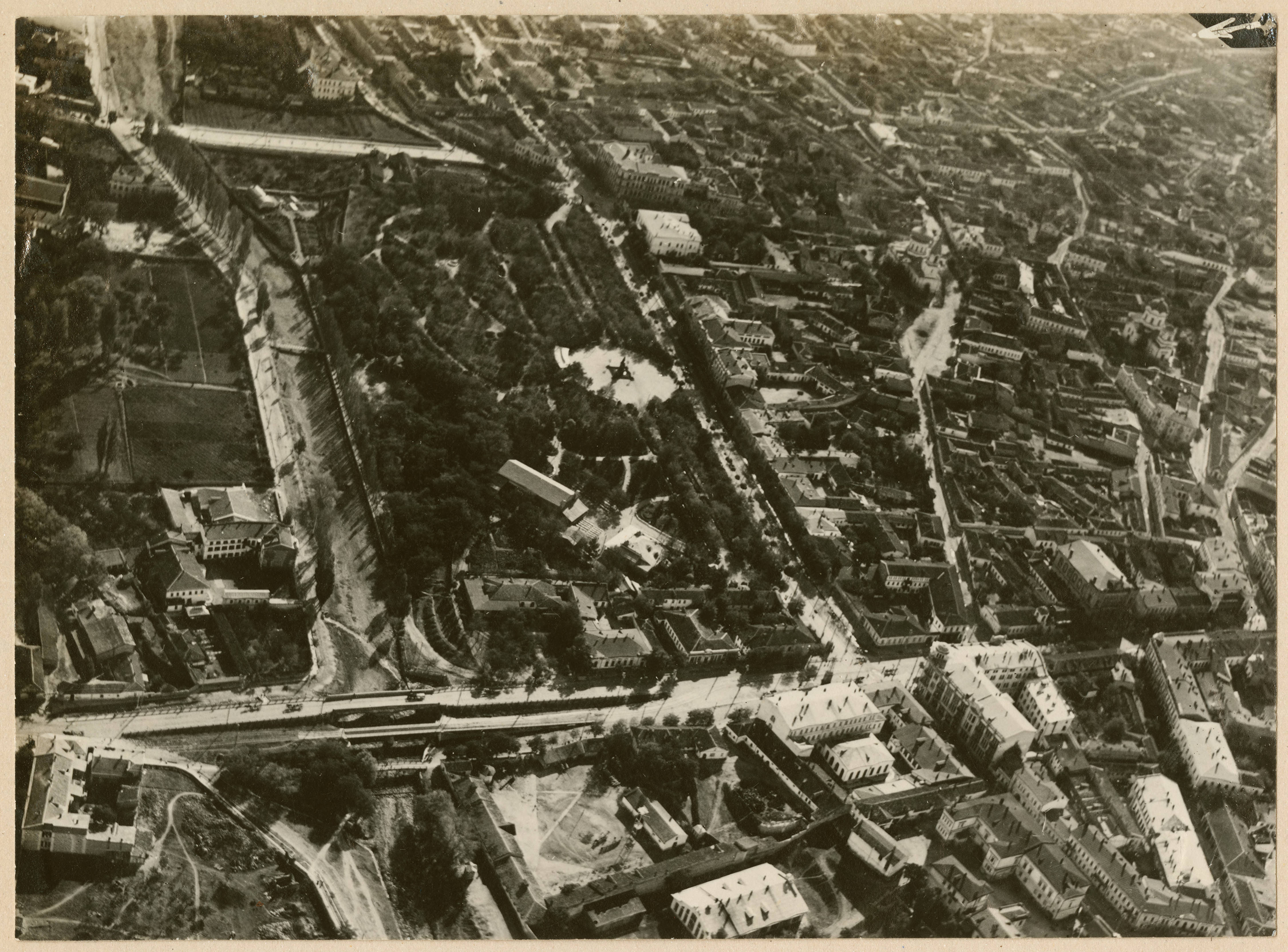
Сімферополь, 1918 район Салгірної вулиці та Феодосійського мосту з повітря.

Російський Совнарком не визнав ані Кримської Народної Республіки, ані її Директорії. Для оборони півострова від більшовиків Директорія та Рада народних представників, що об'єднала всі національні громади Криму, 19 грудня 1917 року створили у Сімферополі об'єднаний Кримський штаб. У його розпорядженні були два кінні та один піхотний кримськотатарські полки, а також українські та російські загони загальною кількістю близько тисячі осіб. Упродовж січня 1918 року вони билися проти загонів більшовиків та анархістів, які були краще озброєними і набагато переважали їх чисельно.
У ході прибуття загонів Червоної гвардії із Севастополя до 14 січня збройні сили Кримської Демократичної Республіки було вибито із Сімферополя.
Більшовики захопили увесь Крим, оголосили про розпуск Курултаю і Ради народних представників та влаштували на півострові масовий терор, який супроводжувався погромами кримськотатарських селищ. Номан Челебіджихан, що намагався домовитися з більшовиками про припинення бойових дій, під час перемовин у Сімферополі був заарештований, перевезений літаком до в'язниці у Севастополі і там 23 лютого 1918 року розстріляний.
Інший лідер кримських татар Д. Сейдамет встиг виїхати через Україну та Кавказ до Османської імперії. Значна кількість вояків Кримської Народної Республіки пішла в гори.
19 березня 1918 року Сімферополь став столицею Радянської Соціалістичної Республіки Тавриди.

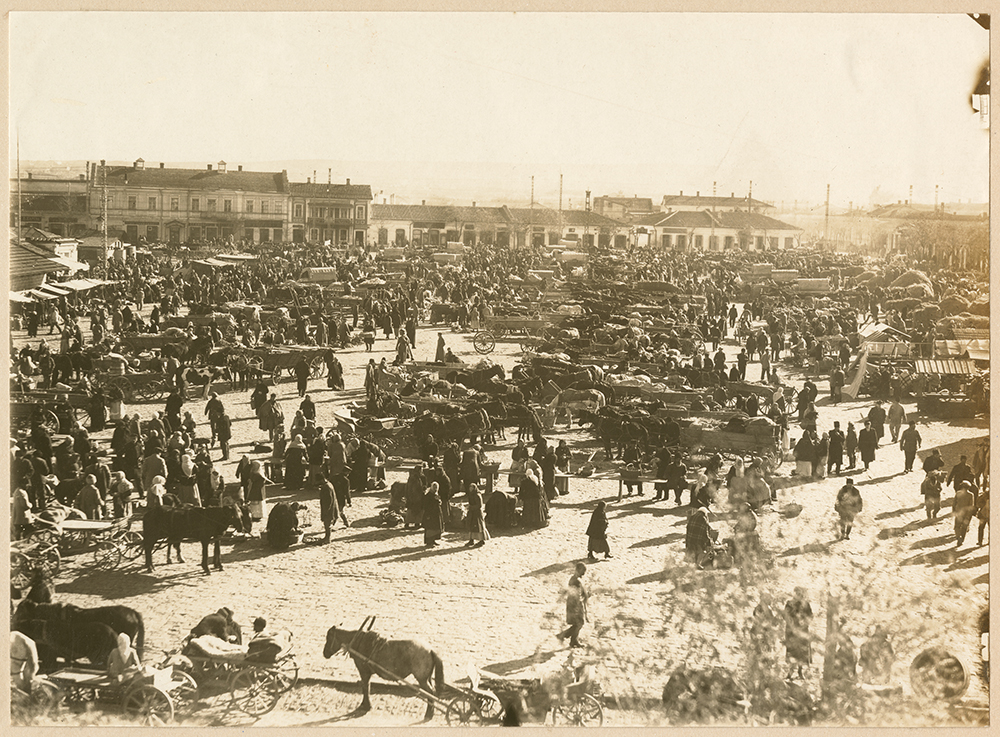
Базар у Сімферополі, весна 1918.

Кримські татари, як і німці-колоністи, фактично не визнавали радянську владу, укриваючи у своїх поселеннях ескадронців і готуючись до повстання. Ще у лютому 1918 року в президію Сімферопольської ради кинули бомбу. У березні в готелі дезертири застрелили начальника сімферопольського штабу Червоної армії Хацька.
У квітні розпочався організований масовий збройний виступ кримських татар проти окупаційної більшовицької влади у Криму.
17 квітня на базарі Сімферополя убили міського комісара продовольства Глазьєва (Глазова). Були жертви і рангом нижче.

У зверненні севастопольського Військово-революційного комітету (ВРК) стверджувалося, що
«Севастополь — в небезпеці!», що не тільки Севастополю, але й усьому Криму загрожує «військова диктатура татар», що скрізь «шастають таємні агенти Ради і татарського штабу».
У квітні Рада народних комісарів під керівництвом А. Й. Слуцького втекла з міста, але була захоплена кримськотатарськими військами і розстріляна під Алуштою.

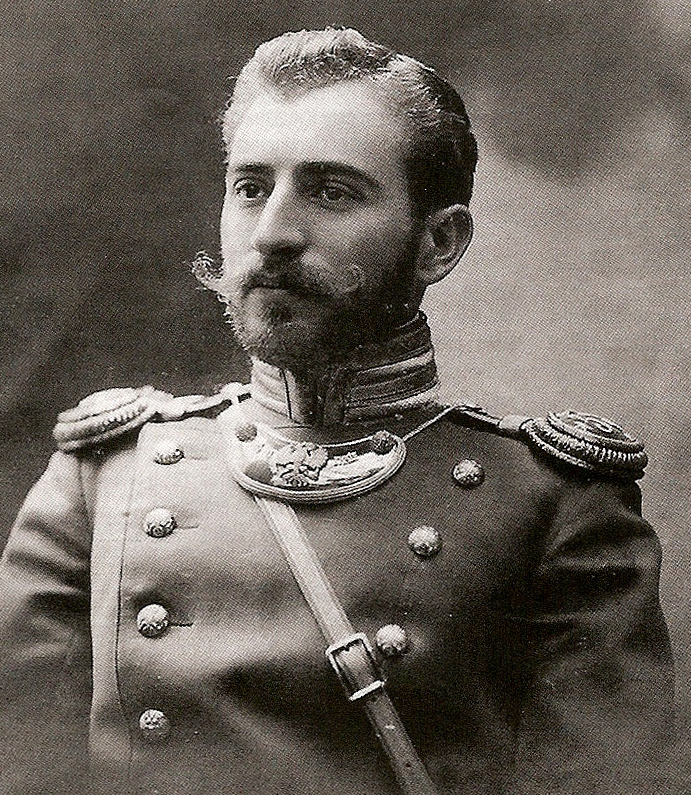
Полковник Петро Болбочан

24 квітня 1918 року місто було в ході швидкоплинної Кримської операції звільнене загоном військ Української Народної Республіки полковника П. Ф. Болбочана. Очевидець писав:
«Ніде на всій Україні не зустрічали українського війська з таким ентузіазмом, з такими оваціями й таким захопленням, як робило це населення Сімферополя та інших зайнятих кримських місцевостей»
Генерал Роберт фон Кош, командир 15-ї ландверської дивізії, ультимативно наказав українцям евакуюватися на материк і 26 квітня місто окупували німецькі війська (що залишалися тут до листопада 1918 року).

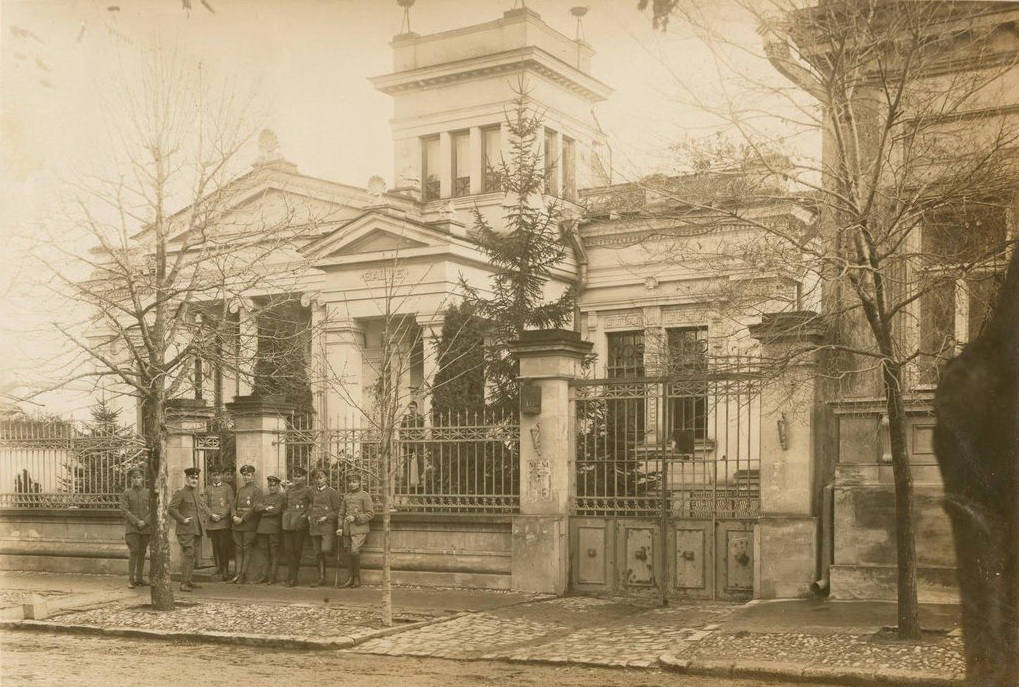
Німецькі офіцери біля казино. Сімферополь, 1918 рік. Нині вул. Желябова, 18

Під час німецької окупації громадянська влада в місті належала Першому кримському крайовому уряду. Столицею краю ставав Сімферополь (символічною столицею Кримської Демократичної Республіки був Бахчисарай).
Джафер Сейдамет, що повернувся з еміграції, 18 травня був обраний курултаем прем'єр-міністром, але його кандидатура не була затверджена германським командуванням, і прем'єр-міністром став литовський татарин генерал С. О. Сулькевич, що мав пронімецьку орієнтацію та прагнув створити незалежну кримську державу під німецьким протекторатом.
28—29 серпня 1918 року в помешканні Сімферопольської Української громади відбувся з'їзд українців Криму, що ухвалив рішення про намір видавати українські газети, створення українських освітніх і культурно-просвітницьких організацій, а також створив Крайової Української Ради в Криму з осідком у Сімферополі як крайового органу українських кримських організацій. 18 жовтня 1918 року на тлі перемовин урядів Української Держави та Сулькевича про об'єднання Криму з Україною робітничий з'їзд у Сімферополі ухвалив постанову про входження Криму до складу України.
15 листопада, після уходу німецької армії, Сулькевич передав владу Другому кримському крайовому уряду під керівництвом С. С. Криму, що орієнтувався на Антанту та був прихильником входження до складу Росії. За його правління було створено Таврійський університет, де викладали провідні професори, які втікали з-під влади більшовиків з Росії. За угодою з урядом у Крим вводилися частини російської Добровольчої армії, почався білий терор.

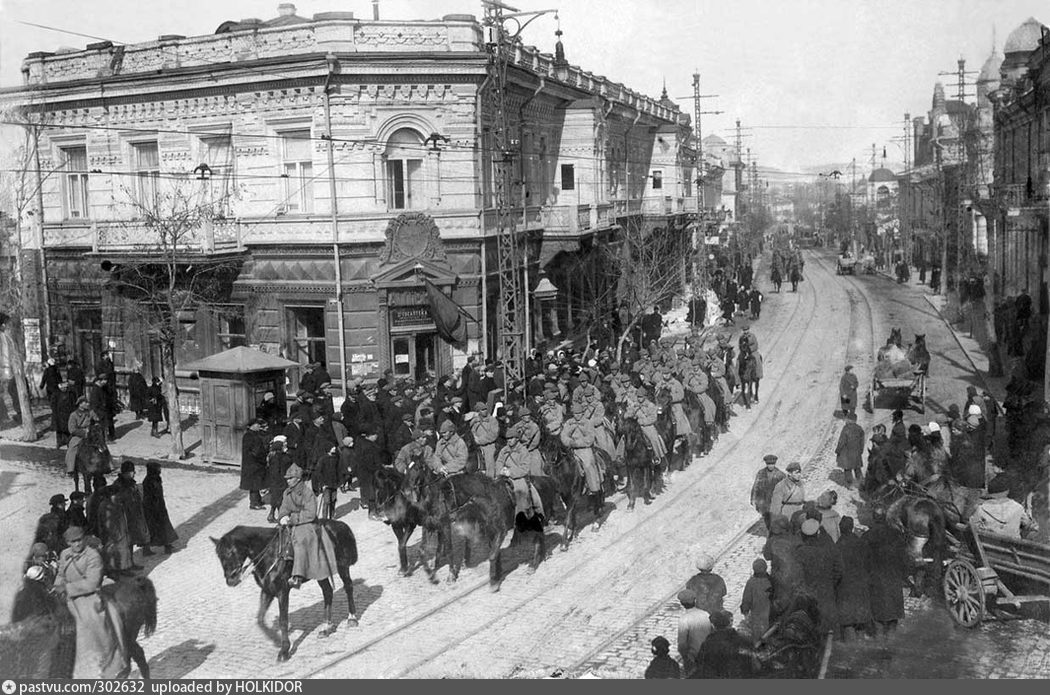
Окупаційні кавалерійські частини РСЧА проходять по вул. Салгирній, Сімферополь, 1920-ті роки

Російська Добровольча армія не стримала весняний наступ більшовиків, і на початку квітня краєвий уряд покидає Сімферополь, а 11 квітня 1919 року місто окупувують загони Червоної армії під командуванням П. Ю. Дибенка.
Після обласного з'їзду РКП(б) 28—29 квітня 1919 року в Сімферополі утворено окупаційну Кримську Радянську Соціалістичну Республіку. Її очолив Д. І. Ульянов. Сімферопольський ревком очолила Євгенія Багатур'янц.
Наприкінці червня 1919 Крим окупували Збройні сили Півдня Росії і громадянинська влада перейшла до військової адміністрації Російської армії барона П. М. Врангеля.
13 листопада 1920 р. невдовзі після штурму Перекопу військами М. В. Фрунзе окупаційна радянська влада в місті була відновлена.
У місті розгорнувся червоний терор, яким керували Бела Кун та Розалія Землячка. Масові розстріли офіцерів, діячів старого режиму та духовенства у Сімферополі та окрузі тривали з листопада 1920 по березень 1921 років, потім їхня кількість знизилася і вони закінчилися до травня 1921 року. За даними істориків С. В. Волкова та Ю. Г. Фельштинського, підчерпнутим з офіційних радянських джерел, у Сімферополі було страчено близько 20 000 осіб.

## Сімферополь у період першої радянської окупації, 1921—1941 роки
З 1921 року місто стало столицею Кримської АРСР.
У 1922 році закладається Сквер імені В. І. Леніна.
У 1926 році чисельність населення становила 87,2 тис. осіб.
1928 року в Сімферополі відбувся процес над Велі Ібраїмовим, головою ЦВК Кримської АРСР, що був розстріляний. З цього моменту поступово згортається політика татаризації (коренізації).

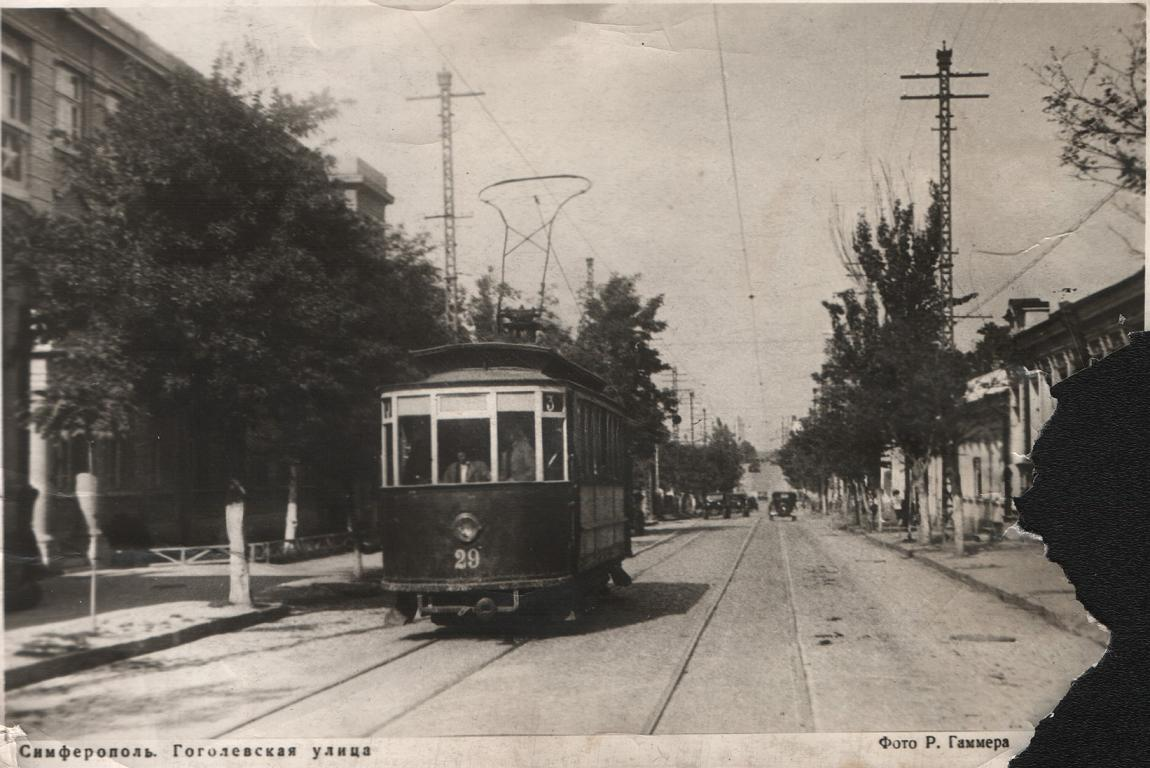
Трамвай на вулиці Гоголівській. Листівка 1930-х років

У 1920-х роках будується Робоче селище, таким чином місто починає розширюватися на південь по Севастопольському шосе. У 1930-х поблизу з'являється майбутній Парк імені Тараса Шевченка.
У 1934 році радянська влада руйнує Перший міський цвинтар, на його території будується житловий кварталз могильних плит. Утім, будинки з надгробків зводили не лише на зруйнованому цвинтарі — таких близько десятка у всьому центрі Сімферополя
У 1936 році на околиці міста у селі Бор-Чокрак було збудовано аеропорт.
Відповідно до Постанови Президії ВЦВК, опублікованої в газеті «Известия» від 23.02.1938 р., Президія ЦВК Кримської АРСР ухвалилаорганізувати у місті Сімферополі три райони: Залізничний, Центральний та Ново-Міський. Одночасно розпочалася робота щодо визначення меж районів, організовуються відділи виконкомів, обираються депутати районної ради першого скликання.
Перед Другою світовою війною до складу міста увійшло села Багча-Елі, Червона Гірка, Українка та Петрівська балка.
1939 року чисельність населення міста становила 142,7 тис. осіб.
У грудні 1939 року було сформовано Сімферопольське піхотне військове училище РСЧА. Імовірно, знаходилося воно на території, де з 1920-х роках дислокувалася 1-ша кавалерійська школа імені ЦВК Кримської АРСР, нині район вулиці Калініна.
У 1940 році тут діяли кілька підприємств харчової та шкіряно-взуттєвої промисловості.
У 1940 році, до 20-річчя штурму Перекопа в Сімферополі, відкривається панорама «штурму Перекопу» (розташовувалася у будівлі Сімферопольський художній музей, нині вул. К. Лібкнехта, 35). Це була найбільша картина створена СРСР при консультації баталіста М. С. Самокиша. Загальна площа полотна становила 130×18 м. Загинула під час бомбардування під час евакуації.
Після початку Другої Світової війни підприємства міста розпочали випуск військової продукції, у місті було сформовано два полки народного ополчення та два винищувальні батальйони. Крім того, у вересні-жовтні 1941 року на базі винищувальних батальйонів, працівників НКВС та партгоспактиву в Сімферополі було створено та підготовлено три партизанські загони (загальною чисельністю близько 600 осіб).
У зв'язку з наближенням лінії фронту німецьке населення було депортовано до східних районів СРСР.

## Сімферополь у період німецько-румунської окупації, 1941—1944 роки

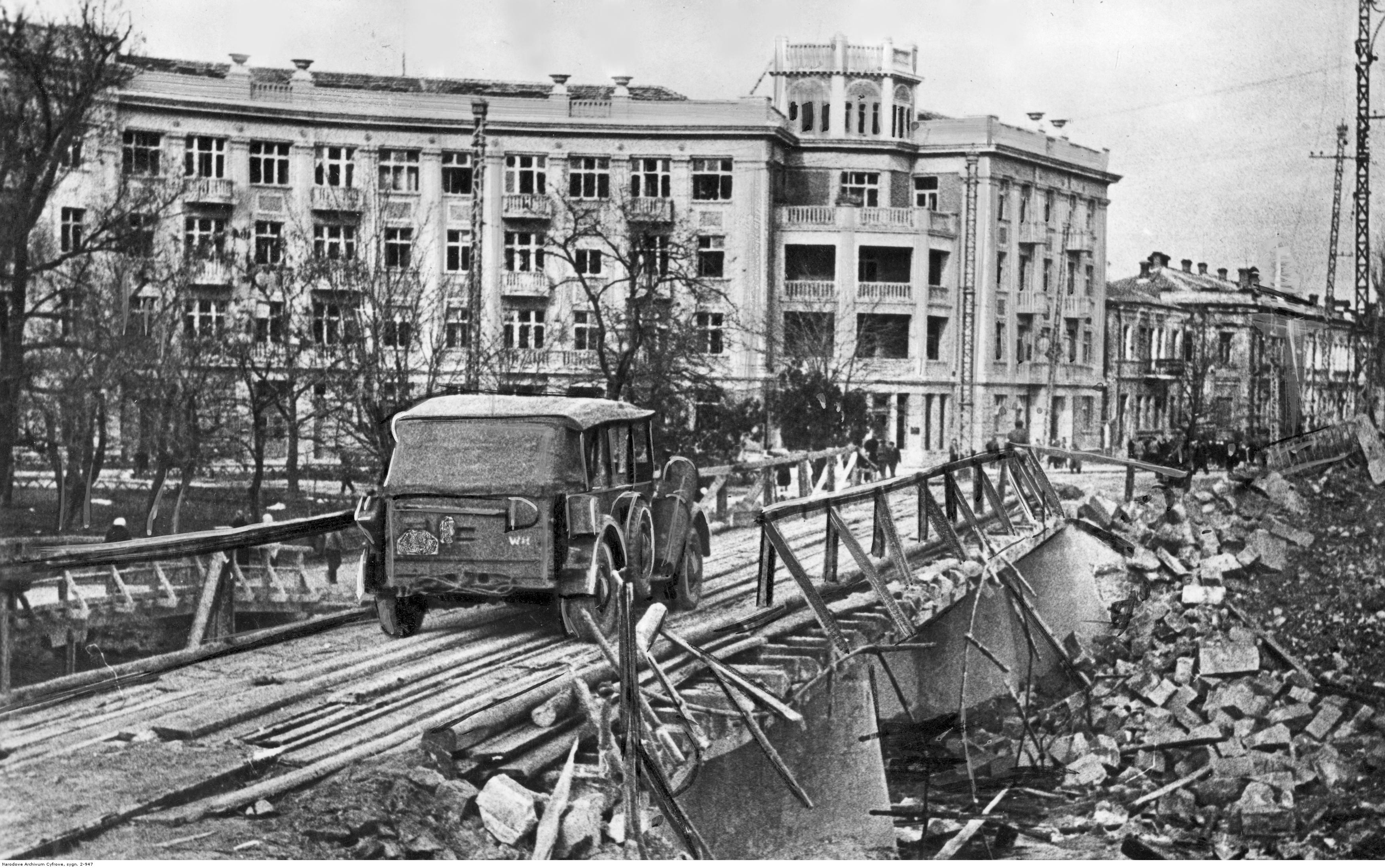
Сімферополь після окупації німецькими військами. По тимчасово відбудованому мосту проїжджає військова машина.

1 листопада 1941 року Сімферополь був окупований німецькими військами, у місці почалися масові вбивства.
Під приводом переміщення на роботи євреї, кримчаки, а потім і інші групи населення вивозилися до протитанкового рову на 10 км шосе Сімферополь-Феодосія, де й розстрілялися душогубки. Вбивства в Криму велися айнзацкомандами 10a, 10b, 11a, 11b айнзацгрупи D.
У лютому-березні 1942-го почалися розправи над психіатричними хворими. 7 березня 1942 року на територію лікарні, оточену есесівцями, в'їхали машини-душогубки. З 450 пацієнтів того дня було знищено 447, трьом дивом вдалося вижити. Було страчено головного лікаря Наума Балабана з дружиною та інших медиків.

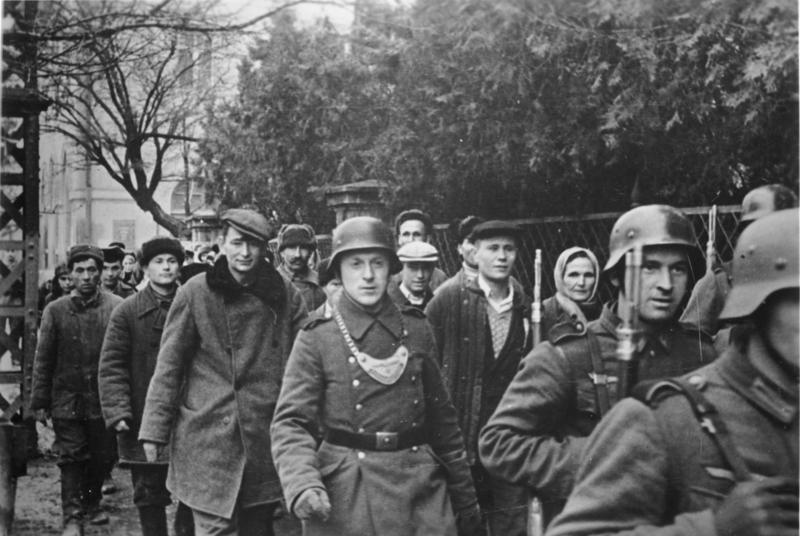
Сімферополь. Заарештовані у супроводі німецького фельджендарма (військового поліцейського) та німецьких солдатів, 1942 рік.

Поблизу міста, на території радгоспу «Червоний», було організовано табір смерті, у якому було вбито понад 10 тисяч осіб із мирного населення та військовополонених.
У Криму, у Сімферополі, з грудня 1941 року видавалася газета «Голос Криму» — колабораціоністська газета російською мовою. Там же, частково на базі друкарні та персоналу радянської газети «Къызыл Къырым», з січня 1942 р. як друкований орган Сімферопольського мусульманського комітету видавалася колабораціоністська газета «Azat Kırım» («Вільний Крим»).
Загалом у період німецько-румунської окупації в Сімферополі та околицях міста було вбито 22,6 тисячі людей, ще кілька тисяч було вивезено на примусові роботи. Проте, в умовах окупації, у місті діяли радянські підпільні групи, які у травні 1943 року об'єдналися в Сімферопольську підпільну організацію (яку очолив С. Н. Кусакін, а після його загибелі — А. Н. Косухін), групу акторів «Сокіл» під керівництвом О. Ф. Перегонець та М. А. Баришева, групу залізничників В. К. Єфремова. У листопаді 1943 тут почав діяти підпільний обком ВКП(б), який очолив І. А. Козлов, він об'єднав 42 підпільні групи та організації загальною чисельністю близько 400 осіб.
Німецьке командування планувало підірвати місто разом із Червоною Армією, що вступила до нього, але підпільникам групи «Сокіл» драматичного театру вдалося за кілька тижнів до цього створити карту мінування міста і вночі знищити кабелі до мін і смолоскипників.
У ході бойових дій та німецької окупації місто серйозно постраждало, тут було знищено 30 % житлового фонду, підірвано залізничний вокзал, знищено чи вивезено обладнання всіх підприємств міста. Загальні збитки від окупації міста становили 412 млн рублів.

## Сімферополь у період другої радянської окупації, 1944—1991 роки
13 квітня 1944 року місто було захоплено радянськими військами за сприяння партизанів 1-ї бригади Північного з'єднання Ф. І. Федоренка та підпільників груп Косухіна та Бабія.
Наказом ВГК присвоєно найменування «Сімферопольських»: 77-ї Червонопрапорної стрілецької дивізії ім. С. Орджонікідзе, 15-ї зенітної артилерійської дивізії (полковник В. І. Баженов), 18-ї зенітної артилерійської дивізії, 21-ї окремої винищувально-протитанкової артилерійської бригади, 85-го гвардійського полкуку. Яременка), 207-му гвардійському гаубичному артилерійському полку (підполковник А. Д. Сироткін), 21-му гвардійському мінометному полку (майор І. І. Мацієвський), 867-му самохідному артилерійському полку, 52-му окремо А. Неділько), 7-й інженерній саперній бригаді (підполковник П. Х. Безцінний), а також 3-му армійському гвардійському моторизованому інженерному батальйону (майор А. К. Сичов).
14 травня 1944 року в Сімферополі відбувся великий мітинг трудящих Криму та воїнів 4-го Українського фронту на честь повного звільнення Криму від німців за участю генералів Ф. І. Толбухіна, Я. Г. Крейзера, Г. Ф. Захарова, Т. Т. Хрюкіна та інших. Комуністичну владу Криму представляв перший секретар обкому В. С. Булатов, секретар Сімферопольського міськкому С. В. Мартинов.
Навесні-літом 1944 року кримськотатарське, грецьке, болгарське, вірменське та частково караїмське населення було депортовано комуністичною владою з Криму, включаючи Сімферополь, та розселене по всій території СРСР.
Після закінчення війни місто було повністю відновлено, надалі, після реконструкції та розширення підприємств місто перетворилося на великий промисловий центр. Руйнуються старий та новий міські татарські цвинтарі, каміння з надмогильних плит використовується як будівельний матеріал для різних будівель.
3 лютого 1945 року в особняку Ракова зупинявся прем'єр-міністр Сполученого Королівства Вінстон Черчілль, який прямував з аеродрому «Сакі» до Алушти на Ялтинську конференцію.
30 червня 1945 року, після ліквідації Автономної Республіки, Сімферополь став центром Кримської області РРФСР, що у 1954 році була передана УРСР.
5 квітня 1946 року на кафедру до Сімферополя було переведено архієпископа Луку (Войно-Ясенецького), що помер тут у 1961 році та похований у Сімферополі. У 2000 році Архієрейським собором Російської православної церкви прославлений як сповідник (святий) у сонмі новомучеників та сповідників Російських. У Сімферополі ім'ям Луки названо каплицю, військовий шпиталь, сквер.
У 1948 році відкривається Військовий цвинтар, де було проведено перепоховання з парків, скверів, та братніх й одиночних могил поза цвинтарями.
З початком будівництва Сімферопольського водоймища у 1950-х роках до складу міста включили село Бітак (Пригороднє), також став забудовуватися район будівників водосховища Стройка — майбутній район університету. У Робочому селищі німецькими військовополоненими далі на південь будуються нові будинки, на місті зруйнованого готелю «Європейський» розбивають сквер Дибенко, з'являється Сквер Миру.
1953 року було відкрито новий залізничний вокзал. Того ж року райони в місті було скасовано.
Станом на початок 1956 року основу економіки міста становили підприємства харчової промисловості (4 консервні заводи, ферментаційний завод, м'ясокомбінат, макаронна фабрика, 4 консервні заводи та ін.), які забезпечували понад 50 % обсягу промислового виробництва; також тут діяли шкіряно-взуттєвий комбінат, лісово-меблевий комбінат, ефірно-олійний комбінат, дві швейні, трикотажна та галантерейна фабрики, кримська філія АН УРСР, три вищих навчальних заклади, 11 середньо-спеціальних навчальних закладів, 5 шкіл робітничої молоді, 7 семирічних та 6 початкових шкіл, обласний драматичний театр ім. А. М. Горького, театр ляльок, понад 60 стаціонарних та 85 пересувних бібліотек, 4 кінотеатри, 12 клубів та туристична база.
У 1957 році до складу міста увійшов цілий ряд навколішніх сіл: Бор-Чокрак (Заводське), Жигулін гай, Сергіївка, Новосергіївка, а у 1959 році село Мар'їне, Новороманівка. Створюється Парк Квітів, що у 1960 році отримав назву Парк імені Треньова.
У 1958 році з'являється Дитячий парк.
За переписом 1959 року чисельність населення становила 187 623 особи. Також, у 1959 році розпочали роботу телецентр та міський тролейбус.
У 1960-х роках починає забудовуватися район Москільця.
При будівництві Сімферопольського вищого військово-політичного училища знищуються караїмський, частини єврейського та православного секторів Староросійського цвинтаря.
У 1964 року з'являється новий міський цвинтар Абдал, у 1965 заснований Гагарінський парк.
У січні 1965 року Указом Президії Верховної Ради УРСР у Сімферополі знову утворено три райони: Залізничний, Київський та Центральний.
У 1967 році було встановлено пам'ятник В. І. Леніну і введений у дію телевізійний завод «Фотон».
У 1970 роках забудовуються нові житлові масиви Льодозаводу: Героїв Сталінграду та Маршала Жукова.
У 1971 році було збудовано Палац піонерів та школярів (архітектори Б. Д. Ябчаник, Є. В. Кондрацький) та затверджено радянський герб Сімферополя рішенням ІІ сесії XIII скликання Сімферопольської міської Ради депутатів трудящих. Автори герба: Л. В. Лабенок, Н. М. Лядовський, Л. П. Фруслов.
У 1972 році Кримський педагогічний інститут було перетворено на Сімферопольський університет, з'являється Сімферопольський дендрарій.
У 1975 році було відкрито меморіал Невідомому солдатові та запалено Вічний вогонь.
У 1977 році у склад міста входять села Старий Абдал (Загороднє), Новий Абдал (Біле), Свобода, Чокурча (Лугове).
У 1980-х роках почалося будівництво сучасного мікрорайону навколо вулиці Бела Куна. Почінається будівництво будівлі обласного комітету Комуністичної партії, що була закінчена у 1988 році й згодом стала будівлею Верховної Ради Автономної Республіки Крим.
1984 року Сімферополь був нагороджений орденом Трудового Червоного Прапора.
У 1987 році забудовується мікрорайон Пневматика.
За переписом населення СРСР 1989 року чисельність населення становила 343 565 осіб, у цей час тут діяли три вищі навчальні заклади, три театри, художній музей і краєзнавчий музей, основою економіки були харчосмакова промисловість (парфумерно-косметична, консервна, виноробна та тютюнова) насамперед шкіряно-взуттєва та трикотажна), а також машинобудування (виробництво обладнання для харчової промисловості та телевізорів).
У 1989 році до складу міста увійшли села Богурча (Кам'янка), Кирпичне.
14 листопада 1989 року заборони на повернення депортованих національностей офіційно визнано недійсними, а Верховна Рада Криму оприлюднила заяву про те, що попередні депортації народів були злочинною діяльністю. Скасування заборони на повернення депортованих національносте проклало шлях для 260 000 кримських татар повернутися на батьківщину.
Попри це, повернення кримських татар не було простим процесом — в 1989 році, коли вони почали масово повертатись, російські націоналісти влаштували акції протесту в Криму під гаслом: «татарські зрадники — геть з Криму!»

## Сімферополь у складі незалежної України
У 1991 році не менш як 117 кримськотатарських сімей жили в наметах на двох луках поблизу Сімферополя, чекаючи коли влада надасть їм постійне місце проживання.
1 січня 1992 року принаймні 166 000 кримських татар повернулися у Крим, зокрема і в Сімферополь.
У зв'язву з цим на початку 1990-х років у місті з'явилися нові райони, наприклад мікрорайони Ак-Мечеть, Мерхамет, Новомиколаївка, Хошкельди, Новий Бор-Чокрак (Фонтани).
З 1993 року і до 2006 року місто беззмінно очолював Валерій Федорович Єрмак, спершу як голова Сімферопольської міської ради та міського виконавчого комітету, потім двічі як Сімферопольський міський голова.
На рубежі 1994—1995 років у Сімферополі було додатково розміщено роту внутрішніх військ МВС України.
У травні 1995 року Кабінет міністрів України ухвалив рішення про приватизацію АТП-14301, будівельно-монтажного управління цивільної авіації № 21, будівельного тресту «Громадянбуд», тресту «Кримгідроспецбуд», Сімферопольського заводу пластмас ім. 60-річчя Великої Жовтневої соціалістичної революції, Сімферопольського авторемонтного заводу ім. Куйбишева, Сімферопольського склотарного заводу, Сімферопольської шкіргалантерейної фабрики, торгово-виробничого підприємства «Кримодяг», спеціалізованого ремонтно-будівельного управління «Кримліфт», Сімферопольської автобази № 4, підприємства з переробки та реалізації рибопродукції «Кримриба», машинобудівної продукції та підприємства «Кримдержторг».
У 1995 році в місті проходить три фінальні концерти фестивалю Червона рута'95.
«Такої кількості людей, як у Сімферополі, такої концентрованості я ніде не бачив: люди висіли на деревах, мов грона винограду, дивились з вікон і навіть з дахів будинків!» — Анатолій Калиниченко.
У 1997 році за рішенням Кабінету міністрів України було скорочено кількість навчальних закладів: Сімферопольське педагогічне училище було перетворено на філію Кримського індустріально-педагогічного інституту, а професійно-технічні училища № 33, 38 та 39 було ліквідовано..
Указом Президента України № 1073/99 від 26 серпня 1999 року Сімферопольському університету повернуто історичну назву — Таврійський університет та призначено статус національного університету.
Таврійській єпархії повернуто будівлю колишньої семінарії, що відновила навчання. У місті відкриваються нові музеї: Шоколаду, музей Св. Луки, музей Іллі Сельвінського.
9 вересня 2004 року меморіальний комплекс 1853 року, що включає храм св. Марії Магдалини, повністю відновлено та передано Сімферопольській та Кримській єпархії Української Православної Церкви.
У 2005 році відкрито Ботанічний сад при Таврійському університеті.
26 березня 2006 року городським головою обрали Геннадія Бабенка. 27 березня 2006 року сімферопольський тервиборчком визнав недійсними вибори мера, причиною такого рішення стала відсутність у бюлетенях позначки «вибув» навпроти прізвища одного з кандидатів. 9 червня 2006 року Залізничний райсуд Сімферополя визнав вибори недійсними та заборонив Геннадію Бабенку, який отримав найбільше голосів виборців, виконувати обов'язки мера, а також ухвалив, що тервиборчком має призначити нову дату виборів. Попри це, Бабенко залишався городським головою до 2010 року.

Сучасний герб міста, прийнятий 2006 року, за стандартом УГТ.

14 грудня 2006 року був затверджений сучасний герб Сімферополя. Автори герба: Ефетов Г. Б., Степанова О., Маскевич О. І.
У 2009 році до чергового ювілею міста було відкрито Музей історії міста, також відновлюють роботу музей меліорації, музей історії тролейбусного парку, музей історії залізничного вокзалу.
2 листопада 2010 році городським головою міста обрали Віктора Агеєва.

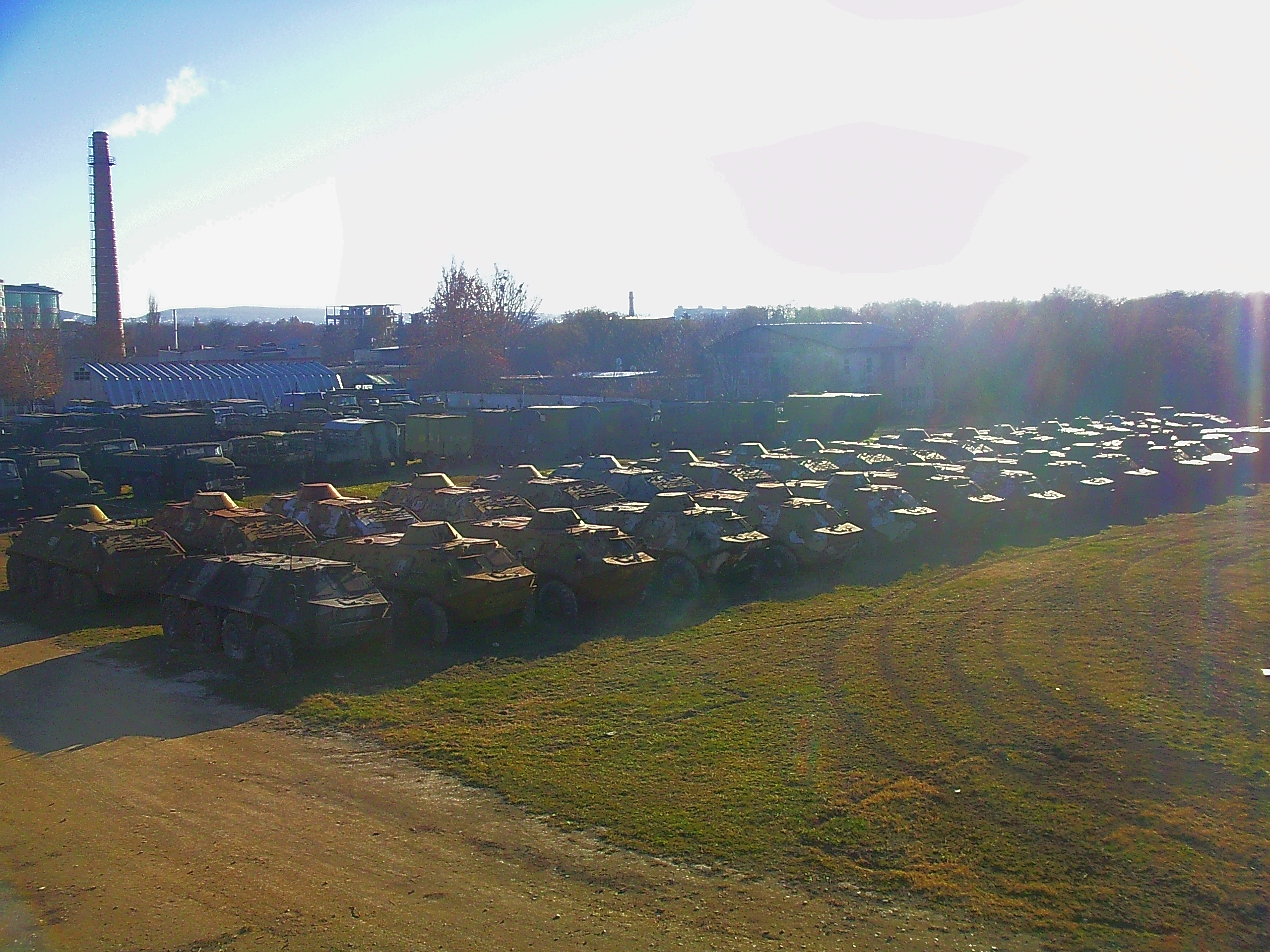
БТРи на зберіганні у Сімферополі, 2011

У 2011 році на території Неаполя-Скіфського відбувся перший театралізований захід до Дня міста.
У 2012 році, на століття відкриття травмаю, трансформаторна підстанція та електричні стовпи стали пам'яткою науки і техніки національного значення.
Станом на 1 січня 2013 року чисельність населення становила 342 580 осіб.
У березні 2013 року створюється Регіональний ландшафтний парк «Бітак».
23 квітня 2013 р. за участю голови Ради Міністрів та голови Верховної Ради АР Крим, Міністра освіти і науки України біля входу до центрального корпусу Таврійського університету було відкрито пам'ятник В. І. Вернадському — подію приурочено до 150-річного ювілею вченого. Ректор університету Микола Багров назвав відкриття пам'ятника «епохальною подією» та «відновленням історичної справедливості». Автор скульптури — заслужений художник України Сергій Нікітін.

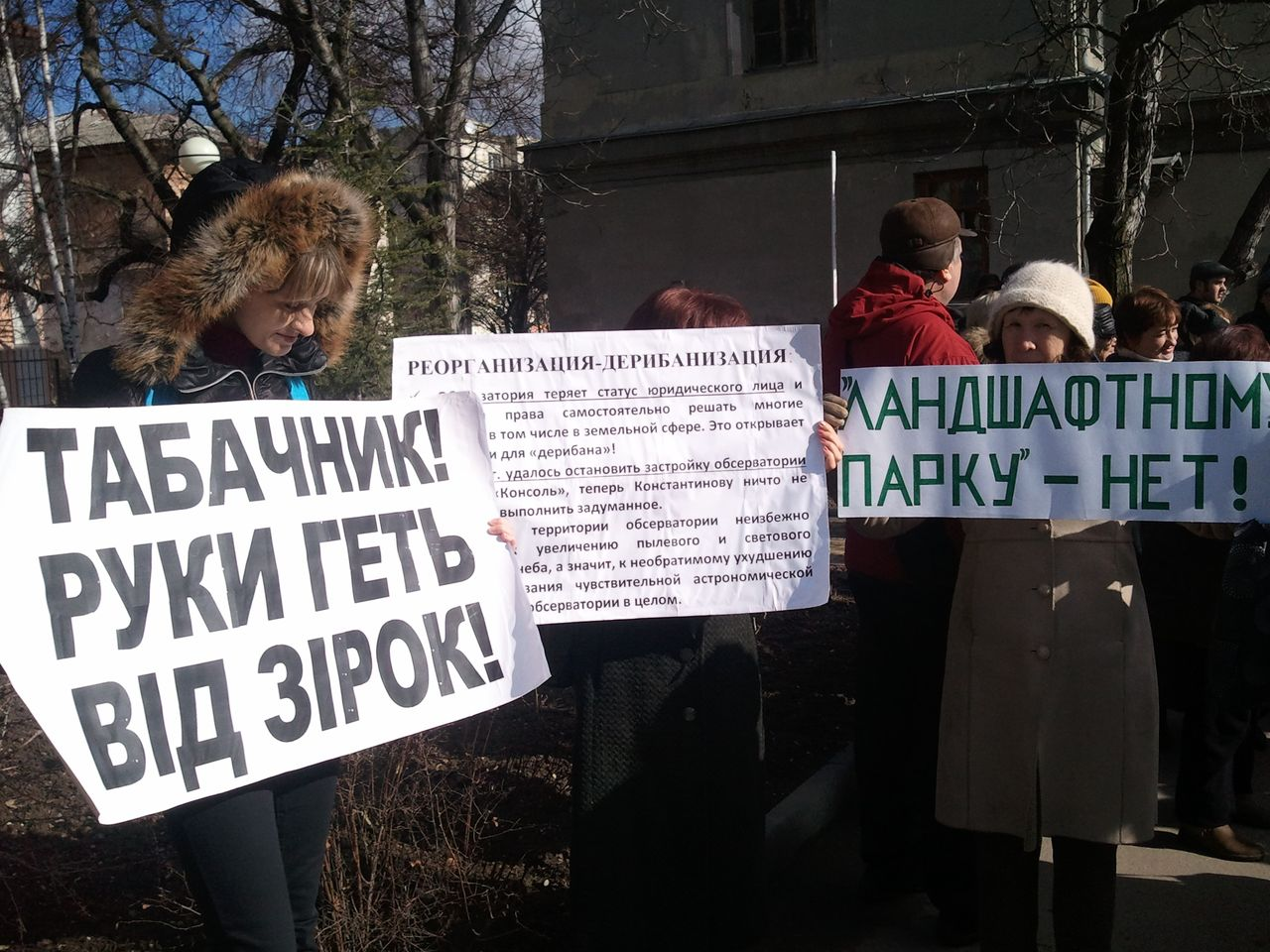
Мітинг за збереження Кримської астрофізичної обсерваторії, 05.02.2013.

23 листопада 2013 року кримські активісти Євромайдану пройшли маршем Сімферополем від Кабінету міністрів до представництва президента в Автономній Республіці Крим.
24 листопада 2013 року на центральній площі Леніна у Сімферополі одночасно пройшли два мітинги — за та проти підписання Україною угоди про асоціацію з Європейським союзом. З українськими, кримськотатарськими та європейськими прапорами кримські активісти виходили на площу Леніна під стіни Ради міністрів автономії у Сімферополі та під Верховну Раду Криму на Площу Республіки.
7 грудня учасники акції на підтримку євроінтеграції України знову провели мітинг під стінами Ради міністрів АРК, а потім пройшли центральними вулицями міста до приміщення Постійного представництва президента України в Криму. В акціях взяли участь до півтисячі осіб. Під час пікетування учасники акції ухвалили резолюцію з вимогою розпуску Верховної Ради АРК, яка минулого тижня закликала президента запровадити в Україні надзвичайний стан.

## Російська окупація20 лютого 2014 року та місто під час окупації
20 лютого 2014 року, ще до відсторонення президента України Віктора Януковича, що сталося лише 21 лютого, у Криму з'явилися озброєні російські військові в формі без розпізнавальних знаків.
25 лютого під будівлею кримської Верховної Ради відбувся проросійський мітинг, організований організацією «Кримський фронт» та російськими «козацькими» організаціями. Учасники акції вигукували проросійські гасла та вимагали відокремлення від України шляхом проведення референдуму. Перед мітингувальниками виступив голова Верховної Ради АРК Володимир Константинов, який оголосив про проведення 26 лютого позачергової сесії. У ЗМІ з'явилася інформація про те, що на сесію може бути винесено питання про вихід Криму зі складу України.

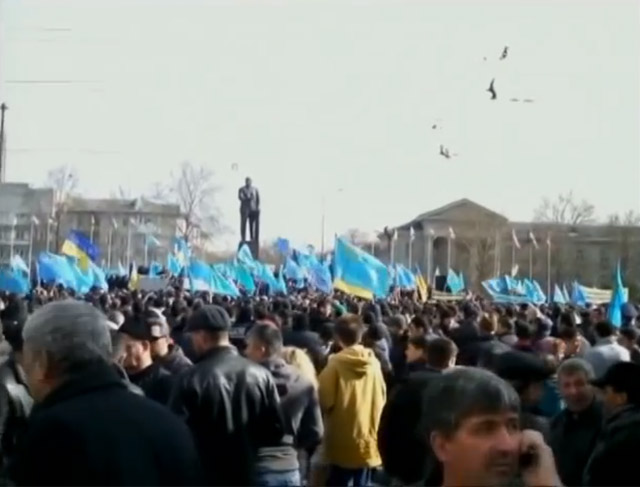
Українська маніфестація на площі Леніна у Сімферополі, 26 лютого 2014 року.

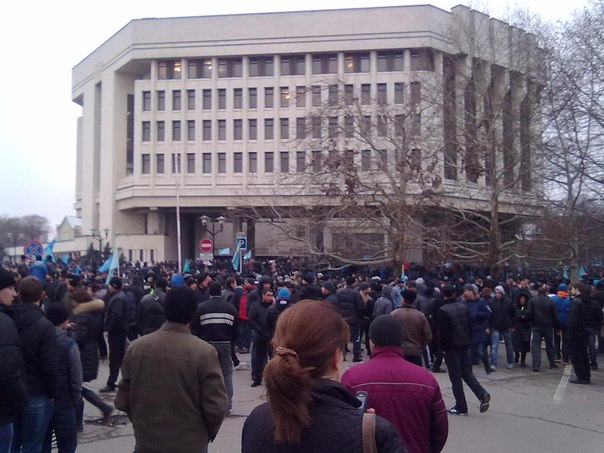
Українська маніфестація біля Верховної Ради АРК на Площі Республіки, 26 лютого 2014 року.

26 лютого під стінами Верховної Ради АРК паралельно відбулися 2 акції: проукраїнський мітинг, організований Меджлісом кримськотатарського народу, рухом «Євромайдан Крим» та іншими проукраїнськими організаціями, котрий зібрав до 10 тисяч учасників, та проросійський чисельністю близько 700 осіб, ініціатором якого стала партія «Російська єдність». Через незадовільні заходи безпеки, вжиті правоохоронцями, між проукраїнськими та проросійськими учасниками мітингів сталися сутички, у результаті чого загинули 2 людини. Проросійський мітинг був відтіснений до внутрішнього двору кримської Верховної Ради, а призначена днем раніше сесія парламенту була скасована.
27 лютого російські спецпризначенці захопили будівлю Верховної Ради Криму, Сімферопольський аеропорт, та інші стратегічні об'єкти в місті, а також блокували дії українських військ. Російська влада спочатку відмовлялася визнавати, що ці озброєні люди є військовослужбовцями російської армії. Пізніше президент Росії Володимир Путін визнав, що це були російські військові.

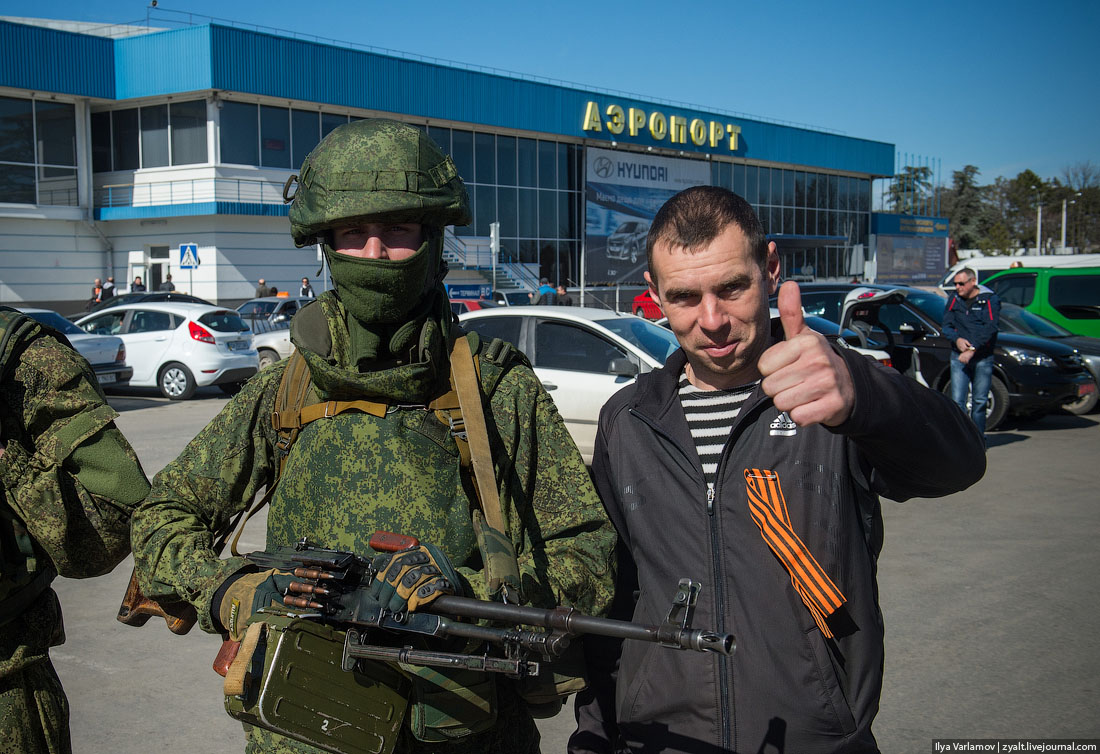
Російський окупант з місцевим колаборантом в аеропорту Сімферополя, 3 березня 2014 року.

Решат Аметов — уродженець міста, перший цивільний, вбитий у російсько-українській війні

3 березня 2014 року російськими окупантами був викрадений Решат Аметов, що брав участь у мирному протесті проти окупації Криму російськими військами на Площі Леніна Сімферополя. Після цього на зв'язок Решат більше не виходив. 15 березня Аметова було знайдено мертвим у селищі Земляничне Білогірського району, за 60 км від Сімферополя. На тілі чоловіка були численні ознаки катування, голову було обв'язано скотчем, очі були виколоті, а поряд з ним лежали наручники. Причиною смерті було назване ножове поранення в область ока. 18 березня Решата Аметова поховали на міському кладовищі Сімферополя Абдал.
7 березня 2014 року у місті були викрадені Іван Бондарець та Валерій Ващук — два активісти Євромайдану, учасники 40-ї сотні самооборони. Перед зникненням встигнули повідомити, що їх затримала на сімферопольському вокзалі міліція, обшукала, зламала СІМ-карту Валерію й відпустила. До 8:00 ранку перетелефонували до рідних з іншого номера, повідомивши про цей випадок, а з 10:00 ранку зв'язок з ними урвався. Станом на 2021 рік не знайдені в живих.

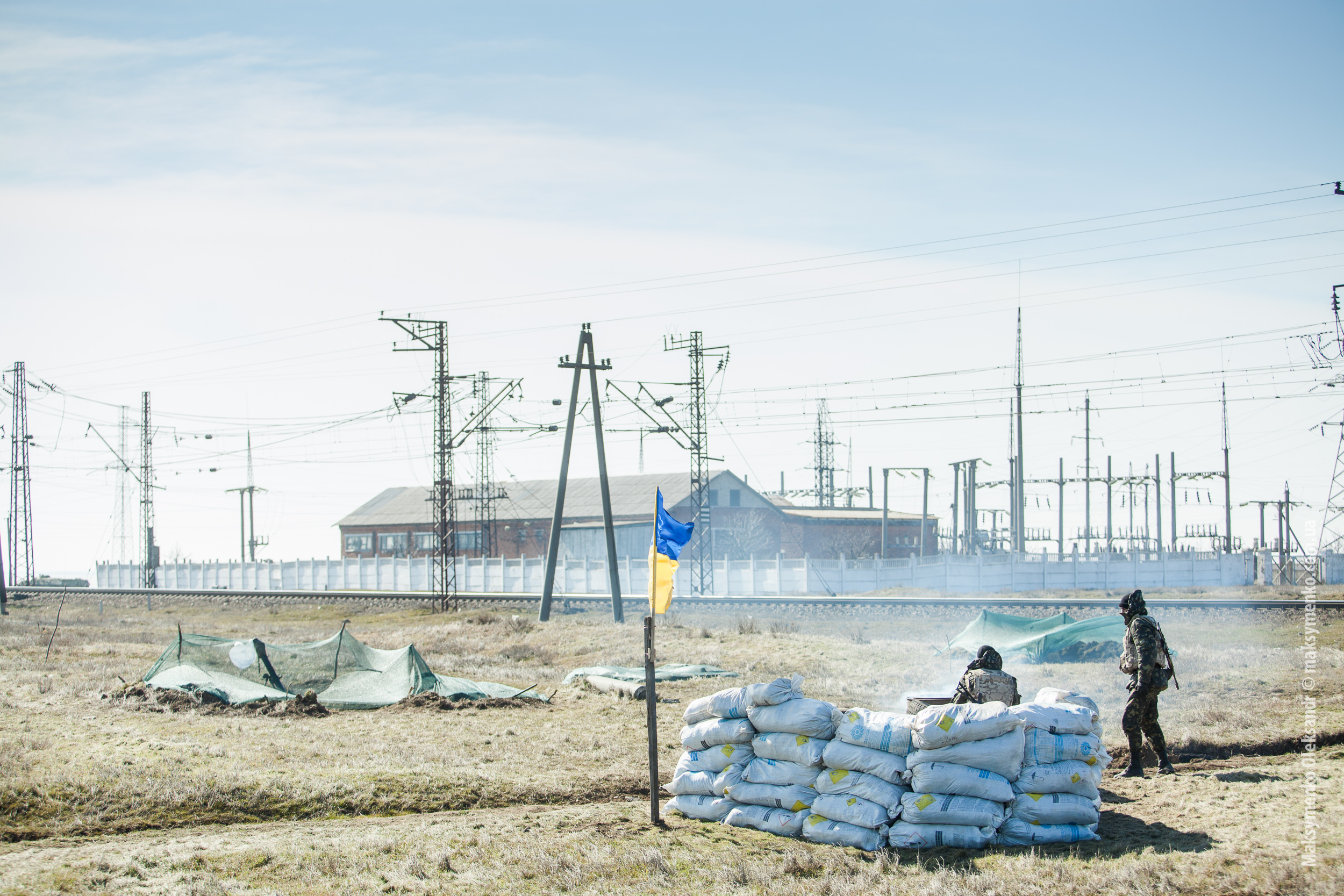
Українські військові у Криму, 10 березня 2014 року.

У березні у Сімферополі та у інших містах Криму проходили мирні жіночі акції під назвою «Жінки Криму — за мир». У протестах проти окупації брали участь, переважно, жінки з дітьми. Вони шикувалися вздовж доріг в імпровізовані колони по 50—100 осіб, розгортали плакати, брали з собою українські та кримськотатарські прапори.

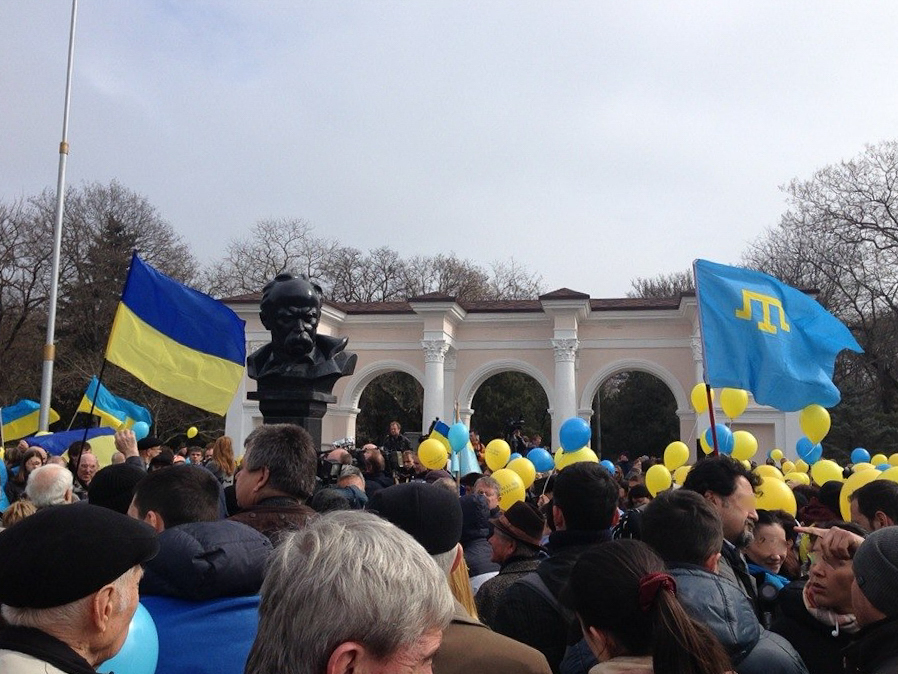
Український мітинг біля пам'ятника Шевченку у Сімферополі під час російської військової інтервенції до України, 9 березня 2014 року.

9 березня 2014 року в Сімферополі та Севастополі відбулися мітинги до 200-річчя від дня народження українського поета Тараса Шевченка. У Сімферополі біля пам'ятника Шевченку на імпровізованій сцені співали українські пісні, читали вірші, виступав хлопець, який приїхав з Майдану. Вся площа біля пам'ятника Шевченку була заповнена людьми, було близько 300 осіб.
9 березня на залізничному вокзалі Сімферополя окупантами було затримано активістів кримського Євромайдану — керівника об'єднання Український дім Андрія Щекуна та екс-главу Республіканського комітету Криму з лісового і мисливського господарства Анатолія Ковальського. 20 березня, після ультиматуму, поставленого офіційним Києвом, окупаційна влада звільнила викрадених.
14 березня у місті, як і у багатьох містах і селах Криму, люди збиралися на мітинги на підтримку територіальної цілісності України, шикувалися в «живі ланцюги».
16 березня 2014 року у Сімферополі, як і на всій на території Криму і Севастополя відбувся невизнаний більшістю країн світу «референдум» про статус півострова, за результатами якого Росія включила Крим до свого складу. Ні Україна, ні Європейський союз, ні США не визнали результати голосування на «референдумі». Президент Росії Володимир Путін 18 березня оголосив про «приєднання» Криму до Росії.

Кокурін Сергій Вікторович — уродженець міста, перший убитий російськими окупантами військовий у російсько-українській війні.

18 березня у місті відбувся штурм і захоплення сімферопольського фотограмметричного центру російськими військами.
Під час штурму був вбитий Сергій Кокурін, що став першим загиблим військовим у Російсько-українській війні, а Валентин Федун був важко поранений.
22 березня у Сімферопольському Будинку офіцерів відбулась церемонія прощання з військовослужбовцем Збройних сил України прапорщиком Сергієм Кокуріним. Похований на міському кладовищі Сімферополя. Сім'я виїхала з окупації до Одеси.
Міжнародні організації визнали окупацію та анексію Криму незаконними і засудили дії Росії. Країни Заходу запровадили економічні санкції. Росія заперечує анексію півострова та називає це «відновленням історичної справедливості». Верховна Рада України офіційно оголосила датою початку тимчасової окупації Криму і Севастополя Росією 20 лютого 2014 року.
Від березня 2014 року міський аеропорт офіційно закрито через російську окупацію Криму.
25 квітня 2014 року окупаційна поліція забила на смерть Марка Іванюка, 16-річного студента з Рівненської області, що вчився у Криму, ймовірно через його принципову україномовність.

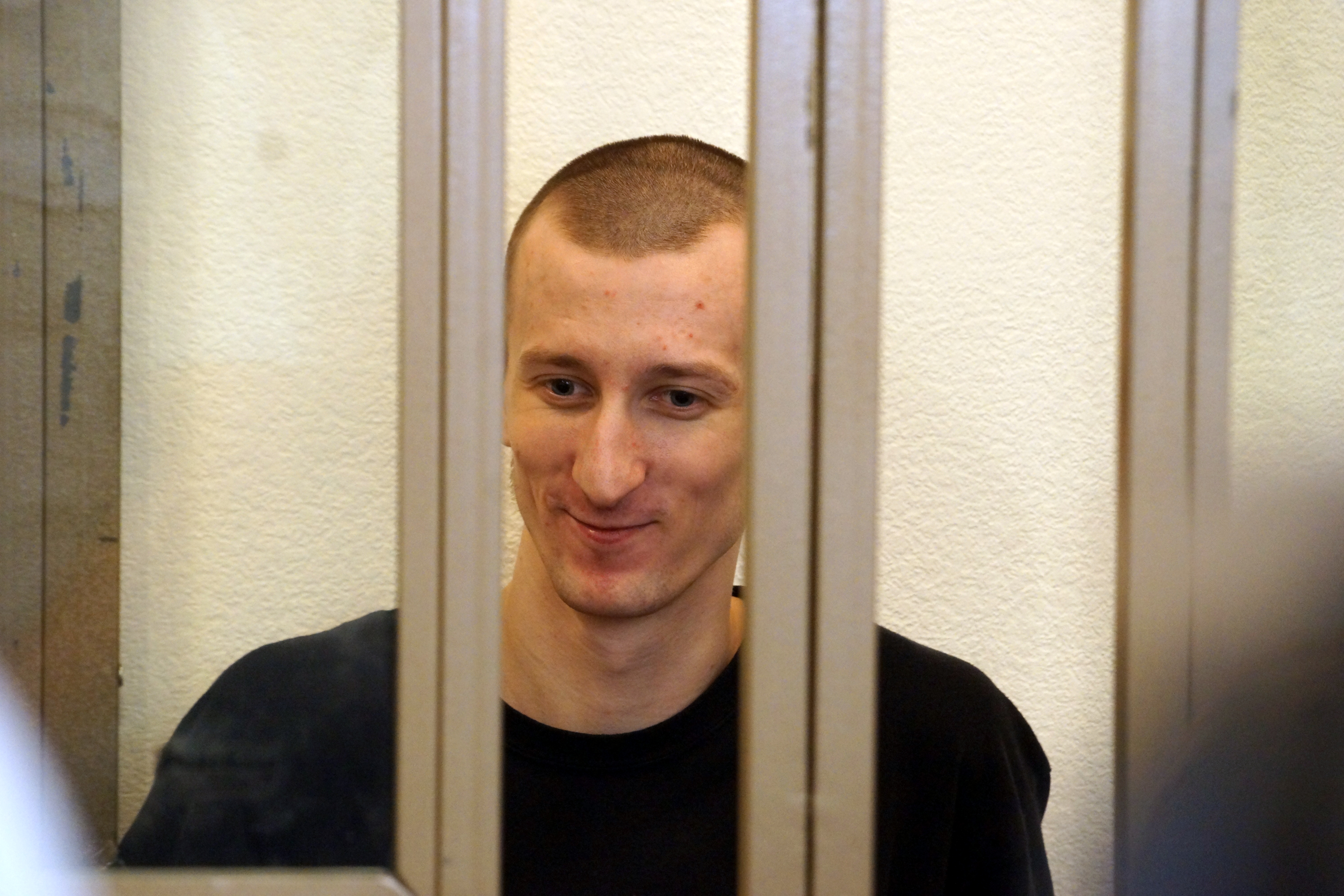
Уродженець міста Олександр Кольченко під час суду в Росії, 2015 рік.

9, 10 та 16 травня 2014 року в місті співробітники російських окупаційних силових структур затримали Олега Сенцова, Геннадія Афанасьєва, Олексія Чірнія та Олександра Кольченка. Їм було пред'явлено звинувачення у підготовці терористичного акту. Окупанти звинуватили затриманих у підготовці «у складі терористичної організації до здійснення вибухів у ніч на 9 травня 2014 року саморобних вибухових пристроїв біля меморіалу „Вічного вогню“ і пам'ятника Леніну в Сімферополі, а також підпалів офісів громадської організації „Русская община Крыма“ та представництва партії Єдина Росія в Сімферополі 14 і 18 квітня 2014 року».

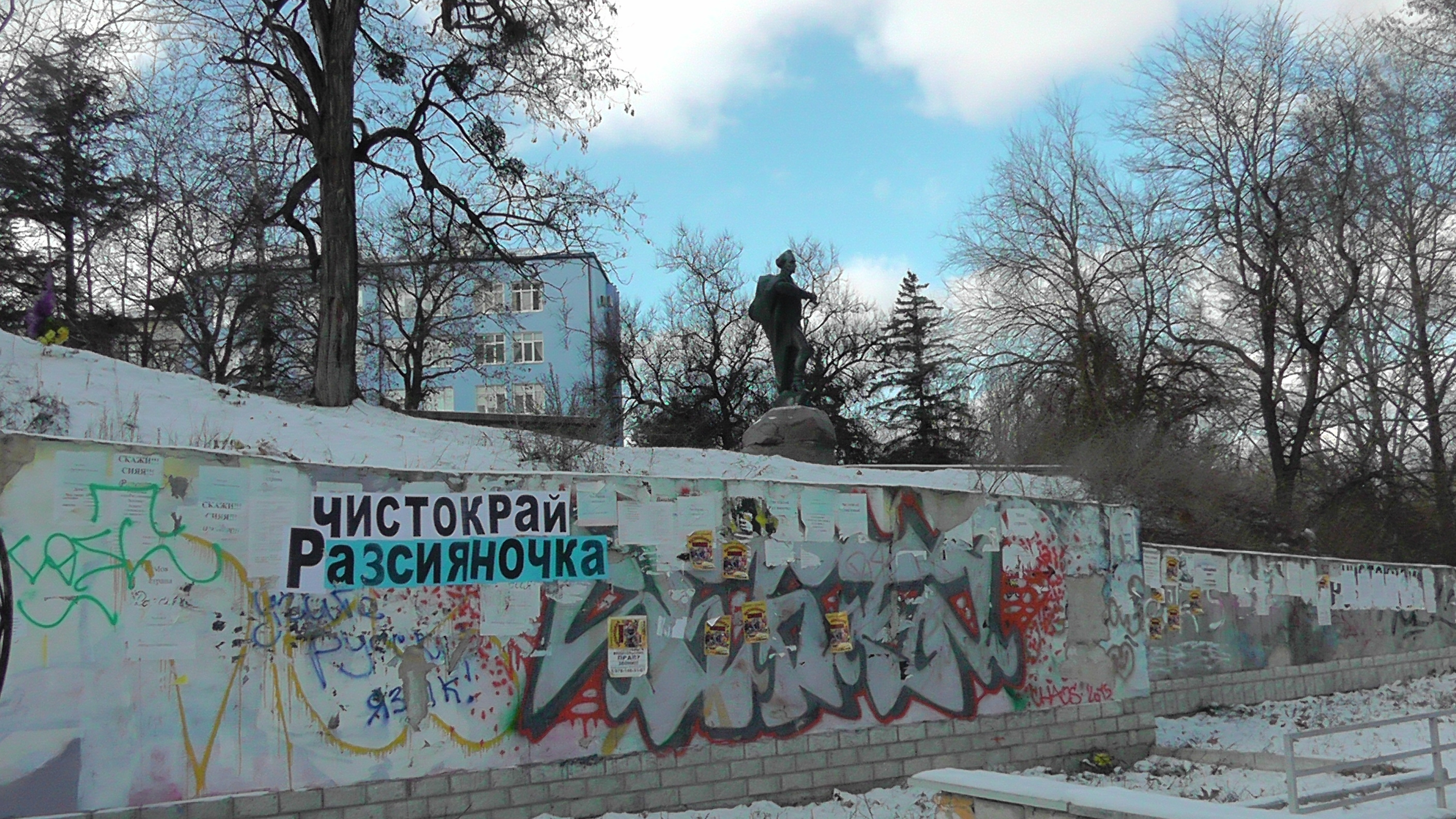
Сімферополь в окупації, 2015 рік.

З 27 грудня 2014 року з залізничних станцій Сімферополь-пасажирський та Сімферополь-Вантажний остаточно припинилися вантажні перевезення та пасажирське сполучення з материковою Україною. З метою забезпечення безпеки руху «Укрзалізниця» обмежила маршрути курсування поїздів кримського напрямку до станцій Новоолексіївка та Херсон.
14 травня 2015 року аеропорт «Сімферополь» отримав назву на честь героя кримськотатарського народу, льотчика-аса, Султана Амет-Хана, постановою Верховної Ради України.
12 жовтня 2016 року російські окупанти заарештували Рустема Ісмаїлова в житловому масиві Бавурчи (Кам'янка) та ще чотирьох осіб у селі Мамак (Строгонівка) під Сімферополем. «Сімферопольську п'ятірку» окупанти назвали організаторами «терористичного осередку Хізб ут-Тахрір». Теймуру Абдуллаєва присудили 16,5 років, Узеїру Абдуллаєву — 12,5 років, Рустему Ісмаїлову — 13,5 років, Айдеру Саледінову та Емілю Джемаденову — по 11,5 р. колонії суворого режиму. Всього в окупаційних переслідуваннях по справах «Хізб ут-Тахрір» на 2023 рік фігурують 106 громадян України.
З 2017 року забудовується житловий масив Кримська роза, де окупаційна влада незаконно присвоїла імена російських «героїв» ряду вулиць.
10 грудня 2022 року в під час російського вторгнення в Україну у місті почалися вибухи на військових об'єктах окупантів.
Напередодні 18 травня 2024 року окупаційна влада демонтувала у місті пам'ятник українському генералу Петру Григоренку..